# Paul Tétar van Elven
Paulus Dominicus Constantius (Paul Dominique Constantin) Tétar van Elven (Antwerpen, 13 september 1823 - Scheveningen, 28 februari 1896) was een Nederlandse kunstschilder en kunstverzamelaar en grondlegger van het huismuseum Museum Paul Tetar van Elven aan de Koornmarkt 67 in Delft en telg van de kunstenaarsfamilie Tétar van Elven. Zijn biograaf Adrien Obreen omschreef hem als "den laatste der Nederlandsche historieschilders".      

## Familie
Pauls vader was Henricus Lambertus (Henri Louis) Tétar van Elven (1781-1855), een zoon van Martinus (Martin) van Elven (1756-1823) uit Weert en Gerarda (Gerritje) Henkelman (1752-1804) uit Amsterdam. De familie Van Elven behoorde al sinds ten minste 1408 tot de regentenklasse van Weert. Zij stamden hoogstwaarschijnlijk af van de heren van Elven, die voor het eerst in 1281 zijn genoemd. Zij bezaten het kasteel Elven (in het Frans Navagne genoemd), later ook bekend als de Elvenschans, en waren tevens heer van Moelingen. In de achttiende eeuw was Weert, dat toen tot de Spaanse Nederlanden behoorde, erg verarmd. In 1774 vertrok de schoen- en laarzenmaker Martin van Elven daarom naar Holland, waar hij in 1781 in Rotterdam trouwde met de half-Duitse jonge weduwe Gerritje Brinkman-Henkelman. Tweeëneenhalve maand later werd hun oudste zoon Henricus Lambertus (Henri) geboren, die naar grootvader Van Elven werd vernoemd. Kort na zijn geboorte verhuisde het gezin naar de Kalverstraat in Amsterdam. Henri heeft echter een deel van zijn jeugd in Weert gewoond, waarschijnlijk inwonend bij zijn grootvader, de winkelier Henricus Lambertus van Elven (1717-1801). Vanaf 1795 behoorde Weert tot het Departement Nedermaas en daarmee tot de Eerste Franse Republiek.         

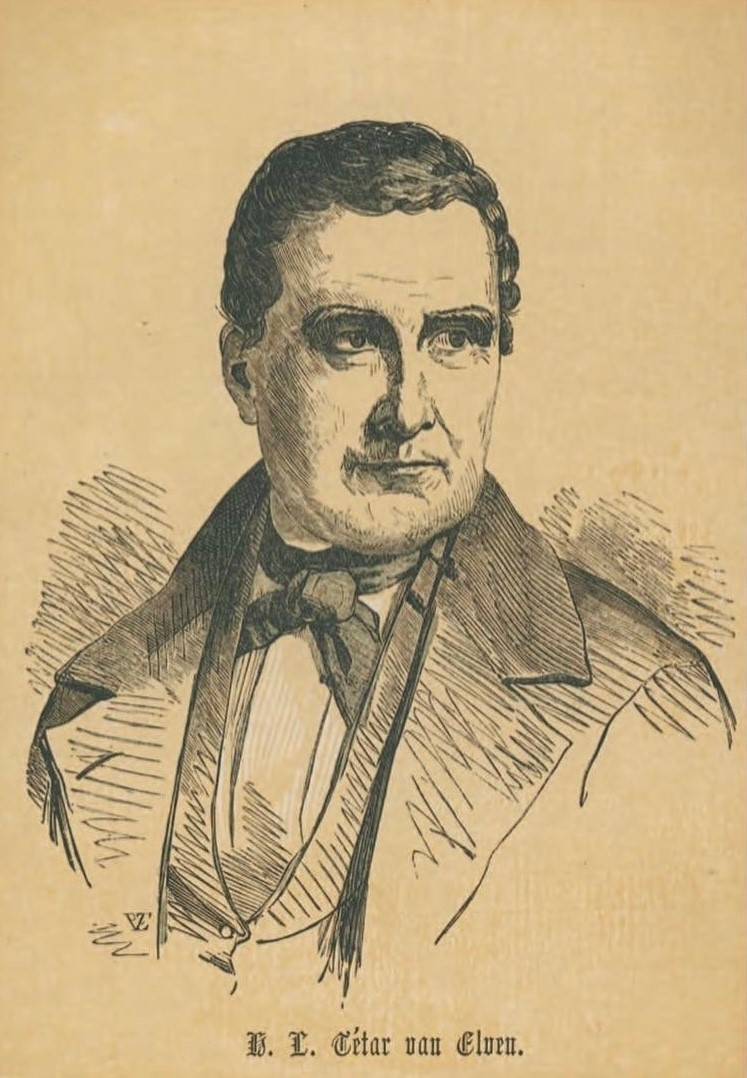
Portret van Henri Tétar van Elven, gemaakt door Paul Tétar van Elven, gepubliceerd in een encyclopedie bij het onderwerp stenografie.

Henri werd in eerste instantie net als zijn vader laarzenmaker. Na het overlijden van zijn eerste echtgenote Anne Françoise Felicité Tétar (1776-1810) heeft hij haar achternaam voor de zijne gevoegd, waarmee de familienaam Tétar van Elven ontstond. Ook ging hij zich Henri Louis noemen. De familie Tétar was afkomstig uit de Franse havenstad La Rochelle en zij waren evenals de Van Elvens werkzaam als schoenmakers. Anne's moeder Françoise was een dochter van de vioolbouwer Benoit Joseph Boussu (1703-1773). Zijn werk is te zien in het Muziekinstrumentenmuseum in Brussel.     
Uit het huwelijk van Henri en Anne werden drie kinderen geboren: de architect Martinus Gerardus Tétar van Elven (1803-1882), de graveur en kunstschilder Jan Baptist Tétar van Elven (1805-1889) en een dochter genaamd Josephine Louise (1807-1807). Martin was de vader van de architect en tekenaar Henricus Martinus (Henri) Tétar van Elven (1827-1899). Jan Baptist was de vader van de kunstschilders Pierre Tétar van Elven (1828-1908) en J. Eduard Tétar van Elven (1832-1859).  
Pauls moeder was Henri's tweede echtgenote Dorothea Carolina (Doortje) de Hosson (1792-1870), uit de kunstenaarsfamilie De Hosson. Zij was een dochter van de kunstschilder en tekenleraar Bernardus Franciscus Ignatius de Hosson (1757-1833) en daarmee een kleindochter van de kunstschilder Hermannus Fridericus Carolus de Hosson (1718-1799) en een achterkleindochter van de kunstschilder Maximilianus Franciscus (Maximilian Franz) de Hosson (1680-1762). De familie (De) Hosson was afkomstig uit Binche en woonde later in Avesnes. In 1685 werd de schilder en kantverkoper Jean François Hosson gevangengenomen. Na zijn vrijlating uit de Bastille heeft de familie Frankrijk verlaten, waarna zij uiteindelijk in Bad Bentheim terechtkwamen, waar Maximilian de hofschilder werd van graaf Hermann Friedrich von Bentheim-Bentheim (1693-1731). Dorothea's moeder was Joanna Catharina van Ackeren (ook: van Akkeren) uit Groningen. Uit het huwelijk van Henri en Dorothea Carolina werden vijf kinderen geboren: Johanna Catharina (1812-1812), Carola Josepha (Josephine, 1814-1903), Corneille (Cornelis, 1817-1845), Adelaïde Louisa Felicité (Adelaïde, 1820-1893) en Paulus Dominicus Constantius (Paul, 1823-1896).      
In 1861 ontmoette Paul het gezin van zijn tante Carolina Ludovica (Louise) de Hosson (1797-1860), die getrouwd was met de Groningse pedagoog Berend Brugsma (1797-1868). Vooral met hun dochter Carolina Louise (Louise) Brugsma (1840-1920) ontstond een warme vriendschap. Zij trouwde later met de uitgever Popko Noordhoff (1833-1903), die daarmee een aangetrouwde neef van Paul werd.

## Leven en werk

### Antwerpen 1823-1826
Na zijn tweede huwelijk met Dorothea Carolina de Hosson verhuisde het gezin van Groningen naar Antwerpen. Henri werkte vanaf 1817 als griffier van het militair gerechtshof in Antwerpen. De zonen uit Henri's eerste huwelijk, Martin en Jan, bezochten in Antwerpen de Koninklijke Akademie voor Schone Kunsten. In Antwerpen werden nog vier kinderen geboren: in 1814 Josephine, in 1817 Cornelis, in 1820 Adelaïde en als laatste in 1823 Paul. Ten tijde van de geboorte van Paul woonde het gezin aan de Korte Winkelstraat op nummer 1118, ter hoogte van de huidige Van Boendalestraat.       
Bij de aangifte van de geboorte van Paul trad als getuige op Lamoraal Hans Willem van Aylva baron Rengers, een lid van de familie Rengers.      
De geboorte van Paul op 13 september 1823 was een lichtpuntje in een jaar vol verdriet: op 2 juli was grootvader Martin van Elven in Amsterdam overleden en op 13 november overleed op 20-jarige leeftijd te Lier de jongste broer van Dorothea, Carel Philip de Hosson, die daar studeerde aan 's Lands Kweekschool voor Onderwijzers.      

### Brussel 1826-1830
In 1826 ging Henri aan de slag bij het Bureau voor den Waterstaat in Brussel. De familie verhuisde daarom naar Sint-Jans-Molenbeek. Jan Baptist zette zijn studie in Brussel voort aan de Académie des Beaux-Arts.     
Rond 1826 trouwde Martin met de uit Bergen op Zoom afkomstige Johanna Francisca (Françoise) Abadie (1804-1883). In 1827 werd in Vilvoorde hun eerste kind geboren, de latere architect Henricus Martinus (Henri Martin) Tétar van Elven, in 1828 te Sint-Jans-Molenbeek gevolgd door Johanna Paulina Dorothea en op 3 mei 1830 werd te Péruwelz Louis Henri geboren. Er volgen (in ieder geval) nog negen kinderen.    
In 1827 trouwde ook Jan Baptist, met zijn nicht Françoise Sophie (Fanny) Noël (1795-1858). Haar moeder was Sophie Tétar, een zuster van Anne. In 1828 werd in Sint-Jans-Molenbeek hun oudste kind Pierre Tétar van Elven geboren. Ook hun tweede kind Sophia Henriette (Sophie) is nog daar geboren, op 1 mei 1830. Er volgden nog drie kinderen, waaronder de kunstschilder Eduard Tétar van Elven.     

### Amsterdam 1830-1841

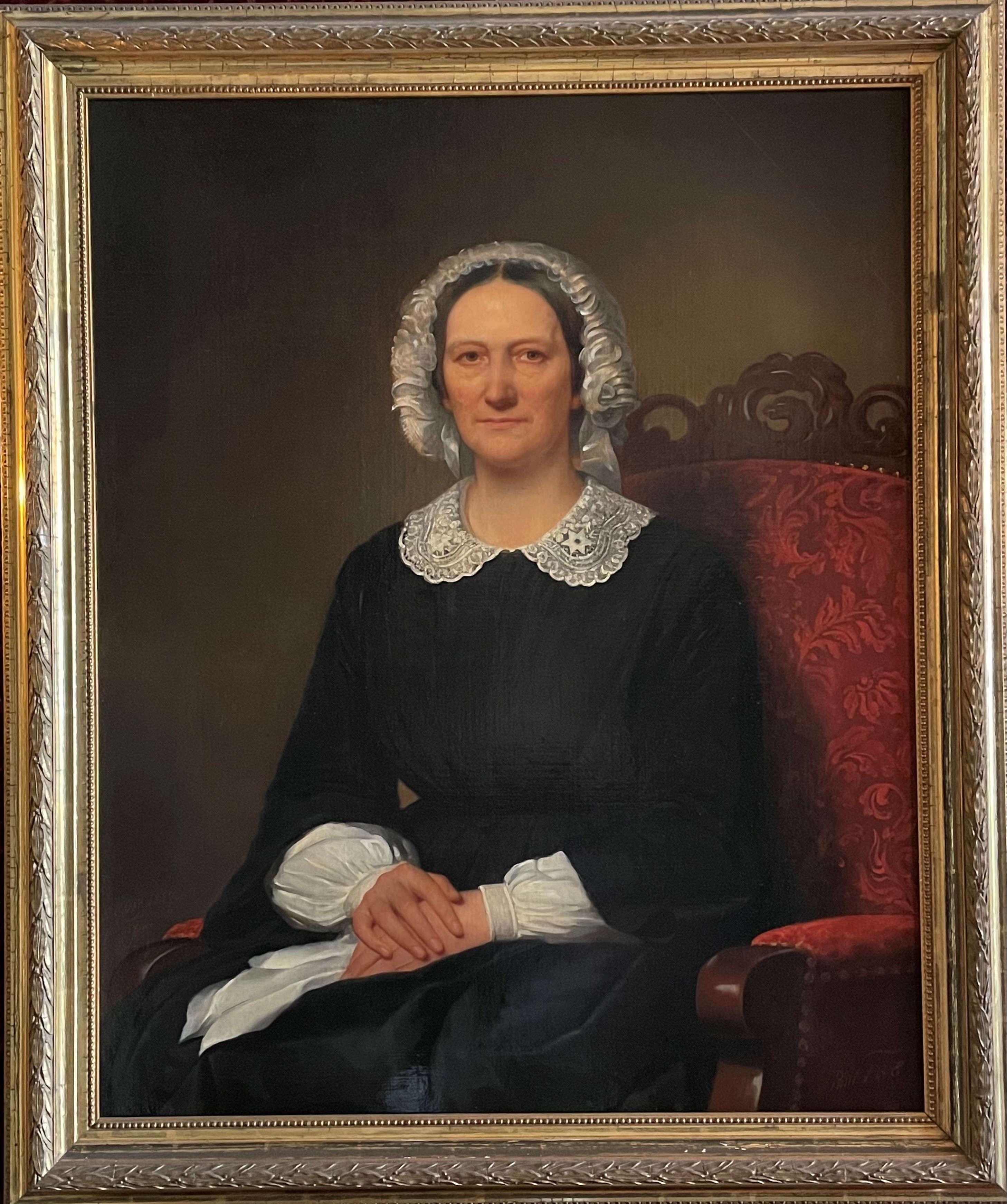
Portret van Dorothea Carolina de Hosson, door haar zoon Paul Tétar van Elven.

Ten tijde van de Belgische opstand in 1830 is de gehele familie terugverhuisd van Brussel naar Amsterdam, waar Henri met zijn eerste echtgenote Anne Tétar tot 1807 had gewoond. Het gezin van Henri en Dorothea woonde in 1832 aan de Hoogte Kadijk, in 1837 op het adres Plantage hoek Badlaan wijk 15 nummer 3 en in 1839 aan de Oude Schans nummer 29.     
In Amsterdam ging Henri werken bij de dominiale dienst van het amortisatiesyndicaat. In 1834 werd Jan Baptist directeur (hoofdonderwijzer) van de tekenafdeling van de Maatschappij tot Nut van 't Algemeen in Amsterdam. In 1835 werd Martin Gérard benoemd tot directeur (hoofdonderwijzer) bouwkunde aan de Koninklijke Academie voor Beeldende Kunsten in Amsterdam. Daarvoor werkte hij als stadsarchitect in Harderwijk.    
In 1835 werd het gezin Tétar van Elven onverwachts uitgebreid, toen kort na elkaar Dorothea's nicht Carolina Phitzinger en haar man Hendrik Halle overleden. Henri Tétar van Elven werd benoemd tot voogd van hun twee zonen Godlieb Marianus Cornelis (1818-?) en Hendrik Carolus Cornelis (Henri) Halle (1825-?). Er volgde een rechtszaak omdat de verzekeringsmaatschappij weigerde de levensverzekering van Hendrik Halle uit te keren, aangezien hij ten tijde van het afsluiten moest hebben geweten dat hij al ziek was. Henri en zijn zoon Martin verklaarden als getuigen dat zij niet wisten dat Hendrik ziek was geweest. Zij konden de rechters niet overtuigen. Godlieb zat op kostschool in Breda, maar de kleine Henri Halle kwam bij de familie Tétar van Elven wonen.     
In 1834 werd Paul ingeschreven als leerling aan het Instituut voor Teekenkundig Onderwijs (het Teeken-Instituut) van de Maatschappij tot Nut van 't Algemeen, waar zijn halfbroer Jan Baptist hoofdonderwijzer was. Deze lessen werden op woensdag- en zaterdagmiddag gegeven in het gebouw van het Nut direct achter het Paleis op de Dam op de Nieuwezijds Voorburgwal 212. Vanaf 27 november 1835 studeerde Paul aan de Koninklijke Akademie voor Beeldende Kunsten, waar als directeuren (hoofdonderwijzers) onder andere Jan Willem Pieneman, Jan Adam Kruseman en zijn broer Martin werkten. Hier werden de lessen 's avonds gegeven. Paul studeerde na de voorbereidende klasse  aanvankelijk alleen aan de tweede klasse Moderne Historie, ook bekend als de Pleisterklasse of Tekenen naar de Antieken en kreeg daar les van Lambertus Johannes Hansen, Jacobus Schoemaker Doyer en Jan Adam Kruseman. Paul begon tevens aan de studie graveerkunst, de vijfde klasse, en kreeg daar onderwijs van Benoit Taurel. Dit onderwijs vond in de avonduren plaats. Deze drie opleidingen heeft Paul voortgezet tot 1841, in welk jaar hij de studie aan het Teeken-Instituut en de Pleisterklasse afrondde.         

### Den Haag 1841-1855
In 1841 verhuisde hij met zijn ouders, zuster Adelaïde en pleegbroer Henri Halle mee naar Den Haag, omdat vader Henri na de opheffing van het amortisatiesyndicaat bij de Afdeling Waterstaat van het Departement van Binnenlandsche Zaken was aangesteld. Josephine en Cornelis bleven achter in Amsterdam, waar zij werkte als winkelierster en hij als handelaar in asfalt. In 1843 trouwden zij allebei: Josephine met de gepensioneerde officier Gijsbert Adriaan van Goor en Cornelis met Maria Adriana de Groot. Zij was al gerelateerd aan Gijsbert van Goor, door het huwelijk van zijn broer Constantinus van Goor met haar zuster Catharina Henrietta de Groot.    

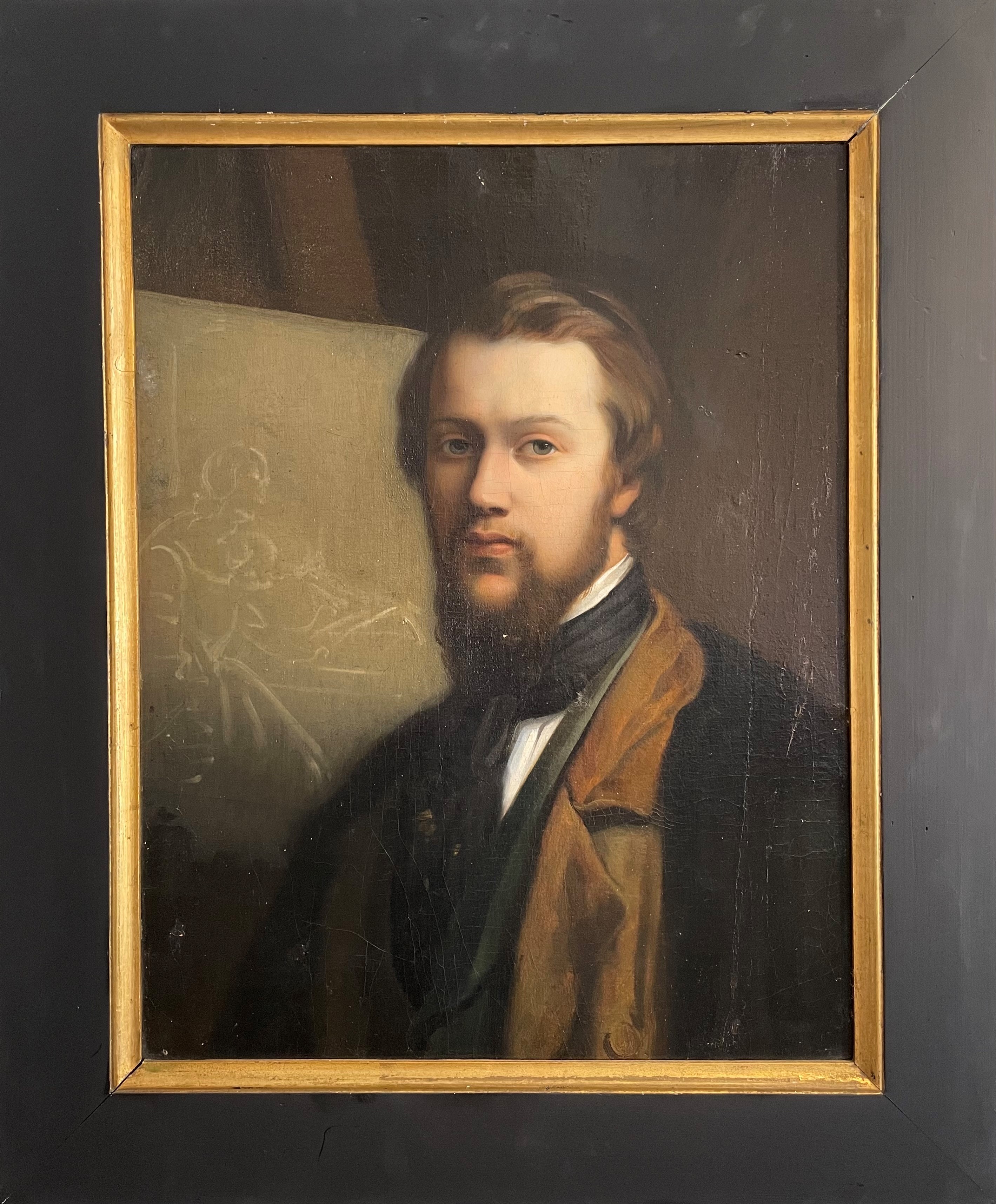
Paul als beginnend kunstschilder, circa 1847.

In Den Haag zette Paul zijn studie voort bij de in 1840 opgerichte Nederlandsche Maatschappij van Schoone Kunsten, gevestigd aan het Westeinde 20 (later 58), waar hij studeerde onder leiding van Johannes (Jan) de Mare (1806-1889), de professor voor de gravure op staal en koper. Na het studiejaar 1841-1842 deed Paul voor het eerst mee aan een Tentoonstelling van Levende Meesters, georganiseerd door deze Maatschappij. Hij toonde een tekening, voorstellende een portret van Horatius Schuil (bedoeld zal zijn Florentius Schuyl), naar Frans van Mieris. Dit werk was hetzelfde jaar ook te zien tijdens de tentoonstelling in Amsterdam.      
De studenten aan de Maatschappij werden geacht tevens te gaan studeren aan de plaatselijke academie. Voor het studiejaar 1841-1842 aan de Vereeniging 's-Gravenhaagsche Teeken-Akademie (thans de Koninklijke Academie voor Beeldende Kunsten) is Paul ingeschreven met als 'bestemming' graveur, voor het vak naakt model. In 1842 ging De Mare terug naar Frankrijk. Paul is het studiejaar 1842-1843 evenmin ingeschreven bij de academie, maar wel weer vanaf 1843-1844, ditmaal met als bestemming schilder en wederom voor naakt model. Eind van dat jaar studiejaar won hij meteen de grootste academieprijs: de Grote Rijksmedaille. Deze studie zou hij voortzetten tot en met het studiejaar 1848-1849, waarbij hij bleef tekenen en later schilderen naar naakt model. Hij volgde tevens les in anatomie en compositie, waarvoor hij eveneens prijzen won.      
Sinds 1839 tot eind maart 1844 was de kunstschilder Jacobus Josephus Eeckhout de algemene directeur van de academie, hetgeen betekende dat hij het tekenen naar naakt model doceerde. Augustus 1844 werd hij opgevolgd door Jacobus Everardus Josephus van den Berg, die al vanaf 1841 werkzaam was als directeur antiek pleister. Joseph van den Berg zou een grote invloed op het werk van Paul houden door zijn strikte academische principes. Op de Akademie ontstond een levenslange vriendschap met de kunstschilder Alexander Hugo Bakker Korff (1824-1882), wiens vader een collega was van Henri Tétar van Elven. Ook raakte hij bevriend met de kunstschilders Thomas Simon Cool (1830-1870), Paulus Antonius Liernur (1826-1857) en Jacob Jan van der Maaten (1820-1879). Andere medestudenten waren Frans Arnold Breuhaus de Groot, Willem Archibald Bake, Sybrand Altmann, Willem Carbentus, Victor Eeckhout, Huib van Hove, Herman ten Kate, Elchanon Verveer en Jan Hendrik Weissenbruch.       
Nog tijdens zijn studie ging Paul vanaf 1 mei 1844 werken als hulponderwijzer aan het Teeken-Instituut van de Maatschappij tot Nut van 't Algemeen in Den Haag, waar Van den Berg sinds 1 februari 1844 hoofdonderwijzer was geworden als opvolger van Bartholomeus Johannes van Hove. De tekenschool was gevestigd in de Vijverhof. Daar sloot hij vriendschap met zijn collega Johannes Christiaan d'Arnaud Gerkens (1823-1892). Samen volgden zij als hulponderwijzer Isaac Cornelis Elink Sterk op. In 1847 werd Van den Berg als hoofdonderwijzer van het Teeken-Instituut opgevolgd door Antonie Franciscus Dona (1802-1877). In de periode 1851-1861 was Pulchri Studio gevestigd direct boven deze tekenschool. Paul heeft in ieder geval tot en met 1856 bij het Nut als tekenleraar gewerkt. Latere archieven zijn verloren gegaan.       
In 1845 overleed Pauls broer Cornelis, kort na zijn echtgenote Maria Adriana de Groot, aan cholera of tyfus. Hun vier maanden oude dochter Maria Henriëtte (Marie) ging bij haar grootouders in Den Haag wonen en kon zich later nog herinneren hoe zij vaak model stond voor haar oom Paul. Na de dood van zijn vader zou Paul haar voogd worden. Uit 1845 dateert Pauls eerste gedateerde olieverfschilderij, een Vanitas, te zien in de salon van het museum in Delft.  
In 1846 ontmoette Paul de Deense kunstschilder Johan Thomas Lundbye, die hem een tekening van twee koeien schonk. In datzelfde jaar maakte Paul het historiestuk Het verzoek om genade bij Prins Maurits, door de echtgenote en moeder van Reinier van Oldenbarnvelt, heer van Groeneveld. Begin 1847 won hij hiermee een prijs bij Felix Meritis. Dit werk en het historiestuk Jezus met Martha en Maria waren de eerste twee olieverfschilderijen die Paul inzond naar de Tentoonstellingen van Levende Meesters.   
In 1847 dong Paul met zes anderen waaronder Jozef Israëls mee naar de Groote Prijs (de Prix de Rome) van de Koninklijke Akademie van Amsterdam. Het thema voor de historische schets moest een scene uit de zondvloed zijn met 3 tot 5 figuren. Pauls werk noemde hij Lust voor de schoone Kunsten. Tot zijn grote teleurstelling vond de jury echter alle ingezonden werken van onvoldoende kwaliteit. Ook in bijvoorbeeld de Nieuwe Rotterdamsche Courant van 6 oktober 1847 was de kritiek niet mals en werd Pauls werk bestempeld als het minst van alle schilderijen. In 1849 rondde Paul zijn studie aan de Haagsche Teeken-Akademie af. In juni 1849 behaalde hij zijn Getuigschrift van Bekwaamheid om als (zelfstandig) tekenleraar te werken, na een examen bij de Koninklijke Akademie in Amsterdam. In 1849 dong Paul wederom mee naar een prijs, deze keer bij het Groningse Kunstlievend Genootschap Pictura, waar het thema was een interieurstuk met een moeder die haar twee kinderen De laatste bete broods gaf. De prijs ging naar de schilder Thomas Teekes Oostenga.        
In 1849 ging Henri als commies aan de slag bij de Nederlandsche Staatscourant, met het doel een aantal stenografen (waaronder zijn pleegzoon Henri Halle) op te leiden, die verslag konden doen van de handelingen van beide kamers der Staten-Generaal. Henri had al veel eerder een eigen methode der stenografie ontwikkeld en was in 1823 naar Den Haag afgereisd om deze te demonstreren, toen nog zonder succes. Nadat de stenografen waren opgeleid en per 1 januari 1850 aan de slag gingen is Henri met pensioen gestuurd, wat op zijn verzoek werd omgezet in wachtgeld. In deze periode was Henri ook actief op literair gebied, met eigen werk en een bewerking van het toneelstuk Les Femmes Savantes van Molière dat meerdere keren werd opgevoerd in theaters in Den Haag en Rotterdam.   
Ten tijde van de inhuldiging van koning Willem III heeft Paul koningin Sophie een schilderij aangeboden. Als dank heeft zij hem een gouden zakhorloge gegeven. Dit betrof waarschijnlijk het schilderij van de Gotische Galerij aan het Noordeinde, met het ruiterstandbeeld van Willem de Zwijger en Koning Willem II afgebeeld in een koets, dat nog steeds behoort tot de Koninklijke Verzamelingen.    
Vanaf 1850 werkte Paul mee aan de Historische Galerij van Jacob de Vos Jacobsz. (1803-1878). Hiervoor werden in totaal 264 schilderijen gemaakt, waarvan Paul er elf maakte met onderwerpen uit 1477 tot 1654. De eerste 105 schilderijen (waaronder 7 van Paul) waren in 1854 gereed. In 1862 waren 204 werken gereed (waarvan de overige 4 van Paul.)     
In de periode 1851-1868 werkte Paul onder leiding van Samuel Constantinus Snellen van Vollenhoven mee aan een heruitgave van Nieuwenhuis' Woordenboek. Deze encyclopedie verscheen in tien delen, waarbij elk deel twaalf afleveringen had. Voor elk deel maakte Paul circa 200 illustraties. In de encyclopedie werd ook een levensbeschrijving van Henri Tétar van Elven opgenomen, met een gravure naar een portret gemaakt door Paul.   

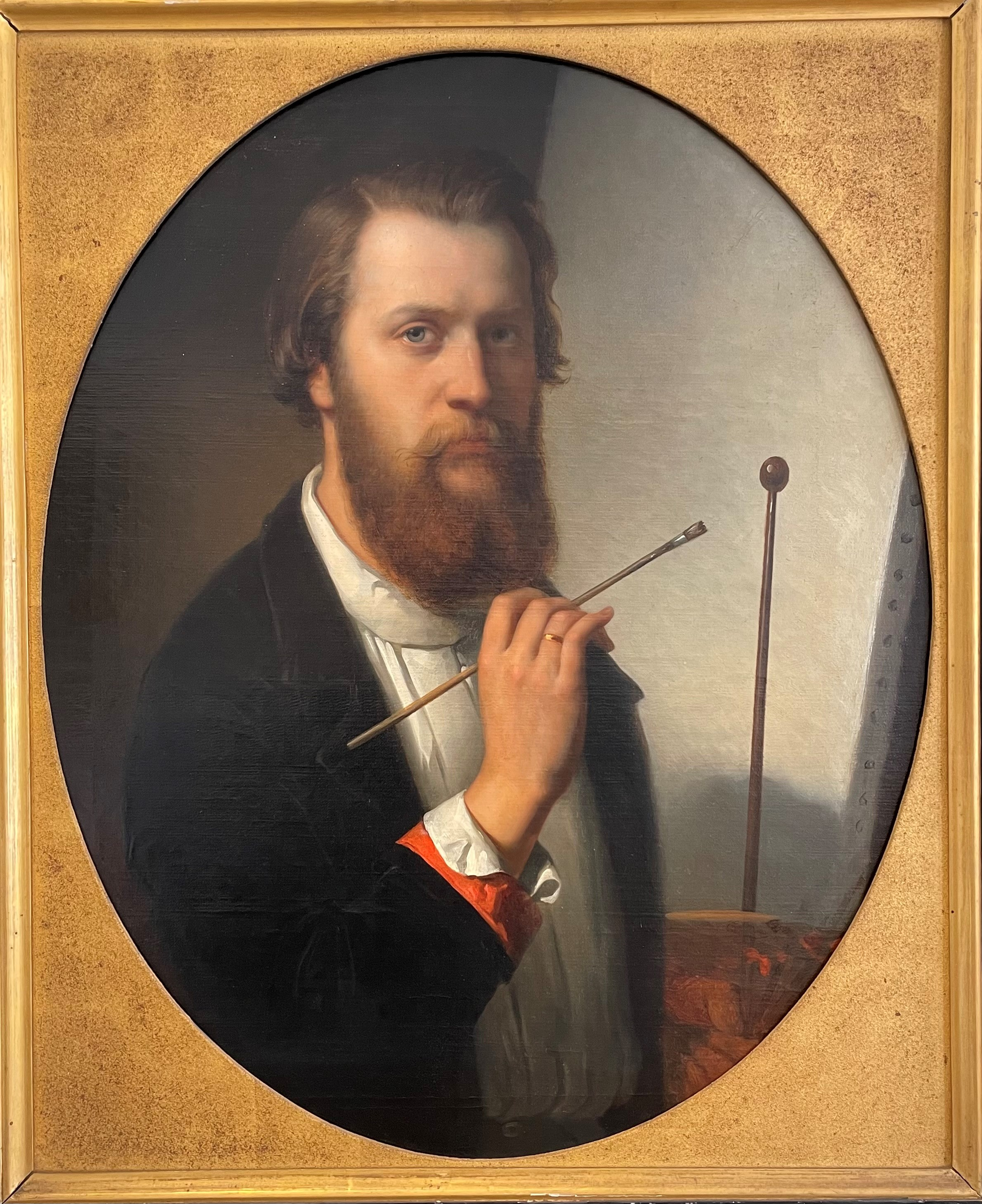
Zelfportret, waarschijnlijk ter gelegenheid van zijn verloving met Louise Schmit, circa 1853.

In 1853 is Paul getrouwd met Louisa Catharina Christina (Louise) Schmit (1823-1883), een dochter van een collega van zijn vader bij het Ministerie van Binnenlandse Zaken. De familie Schmit woonde aan de Lange Beestenmarkt 253 in Den Haag, in de buurt van de familie Tétar van Elven op Boekhorststraat 237. Zijn halfbroers Martin en Jan traden op als getuigen bij dit huwelijk. De eerste twee jaar van hun huwelijk woonden Paul en Louise volgens het Bevolkingsregister in bij de familie Tétar van Elven. Volgens het adresboek van Den Haag had Paul in die tijd echter ook een woning aan de Prinsegracht, wijk W nummer 2, later huisnummer 231, die wellicht als atelier werd gebruikt  
In 1854 werd Paul door Thorbecke aangesteld als onderwijzer "in het handteekenen" aan de Koninklijke Akademie, gevestigd aan de Oude Delft 95 te Delft. In Delft werden zowel civiele ingenieurs opgeleid als Oost-Indische ambtenaren. Paul volgde de kunstschilder Petrus Theodorus van Wijngaerdt (de oude) (1816-1895) op, die onderwijzer handtekenen was geweest van 1849 tot 1853. Daarvoor werd het vak tekenkunst van 1842 tot 1849 gedoceerd door de kunstschilder Willem Hendrik Schmidt (1809-1849), die kortstondig (in 1849) was opgevolgd door zijn leerling de letterkundige Tobias van Westrheene (1825-1871). In 1854 was dr. Gerrit Simons directeur van de Akademie tot zijn benoeming als minister in 1856. Pas in 1859 werd een nieuwe directeur aangesteld, de oud-militair J.A. Keurenaer, die trachtte een militaire discipline in te voeren, wat leidde tot spanningen met de studenten.            
Er werden lessen van een of twee uur gegeven, in totaal zeven tot twaalf uur in de week, verdeeld over de maandagochtend tot en met de zaterdagmiddag, in eerste instantie alleen aan de eerste- en tweedejaars, maar later ook aan de derde- en vierdejaars. Er waren aparte lessen voor de verschillende studies: de Algemene Studie, de Oost-Indische Ambtenaren en de Civiele Ingenieurs. De akademische instrumentenmaker Gerardus Reuvekamp gaf daarnaast les in bouwkundig tekenen. Uit de Delftse Studentenalmanak blijkt dat de omstandigheden in het tekenlokaal te wensen overlieten: in de zomer was het te warm en in de winter te koud.              
Paul werd in Delft een geliefde leraar, een fijngevoelige gentleman die studenten persoonlijk advies gaf. De zorg voor zijn studenten en zijn ziekelijke echtgenote ging echter ten koste van zijn schilderwerk. Paul is niet direct naar Delft verhuisd en zal op en neer zijn gereisd met de trein. Sinds 1843 bestond het station Hollands Spoor en sinds 1847 was de lijn Amsterdam-Den Haag doorgetrokken naar Rotterdam, via Delft.       

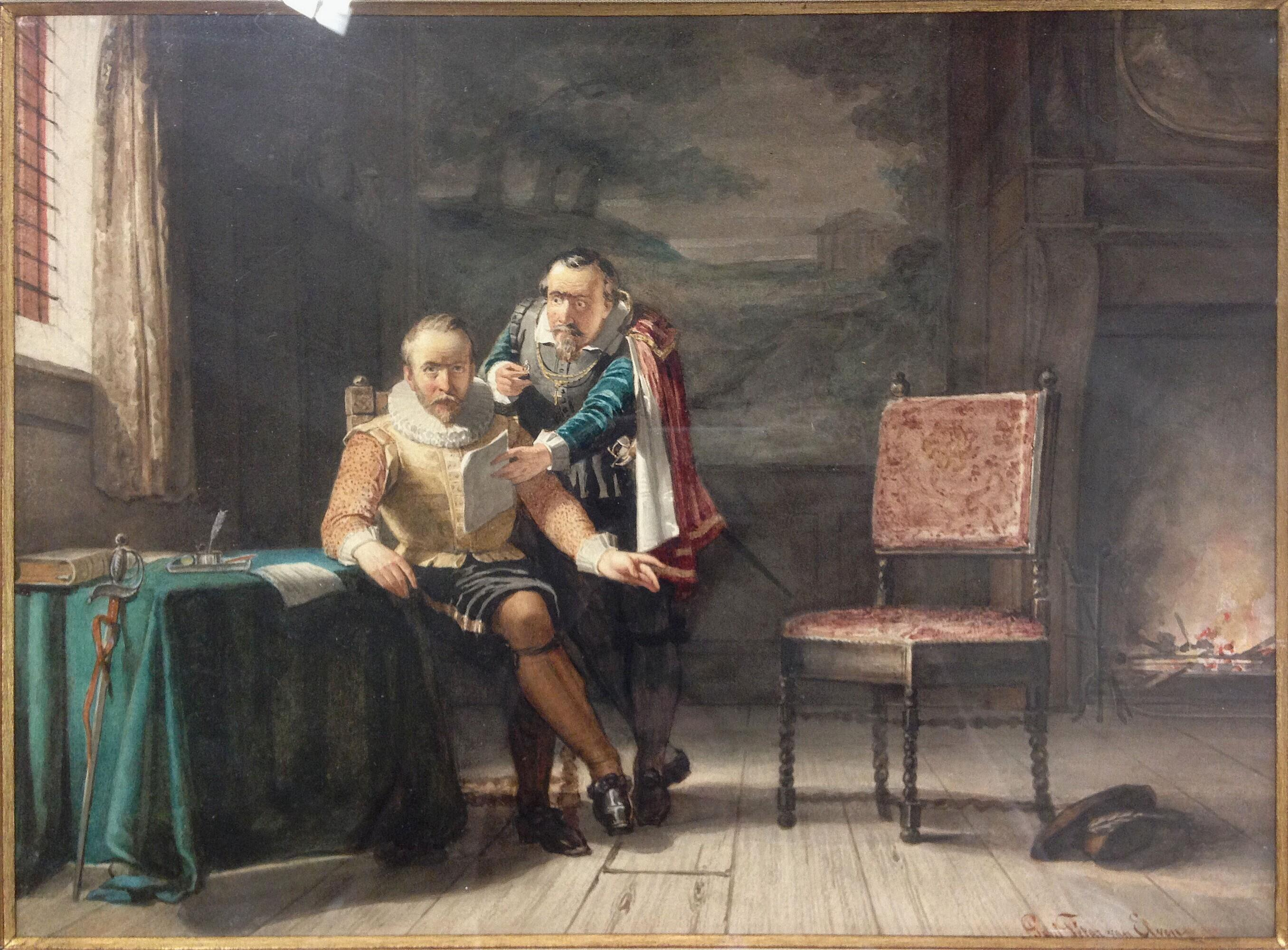
Paul Tétar van Elven, De Spaanse gezant pater Jan Neyen probeert griffier Cornelis Aarsen om te kopen, circa 1854, collectie Museum Prinsenhof Delft

In de zomer van 1854 bezocht Paul eindelijk Italië, tijdens een reis naar Rome. Waarschijnlijk werd hij vergezeld door Louise, zoals ze hem later ook altijd vergezelde tijdens zijn reizen.       
In 1854 exposeerde Paul het historiestuk De huwelijksinzegening van Geesteranus met Susanna van Oostdijk op Slot Loevestein, een in de negentiende eeuw populair verhaal over ware liefde.        

### Delft 1855-1894

#### Voorstraat 76 en Wijnhaven 3

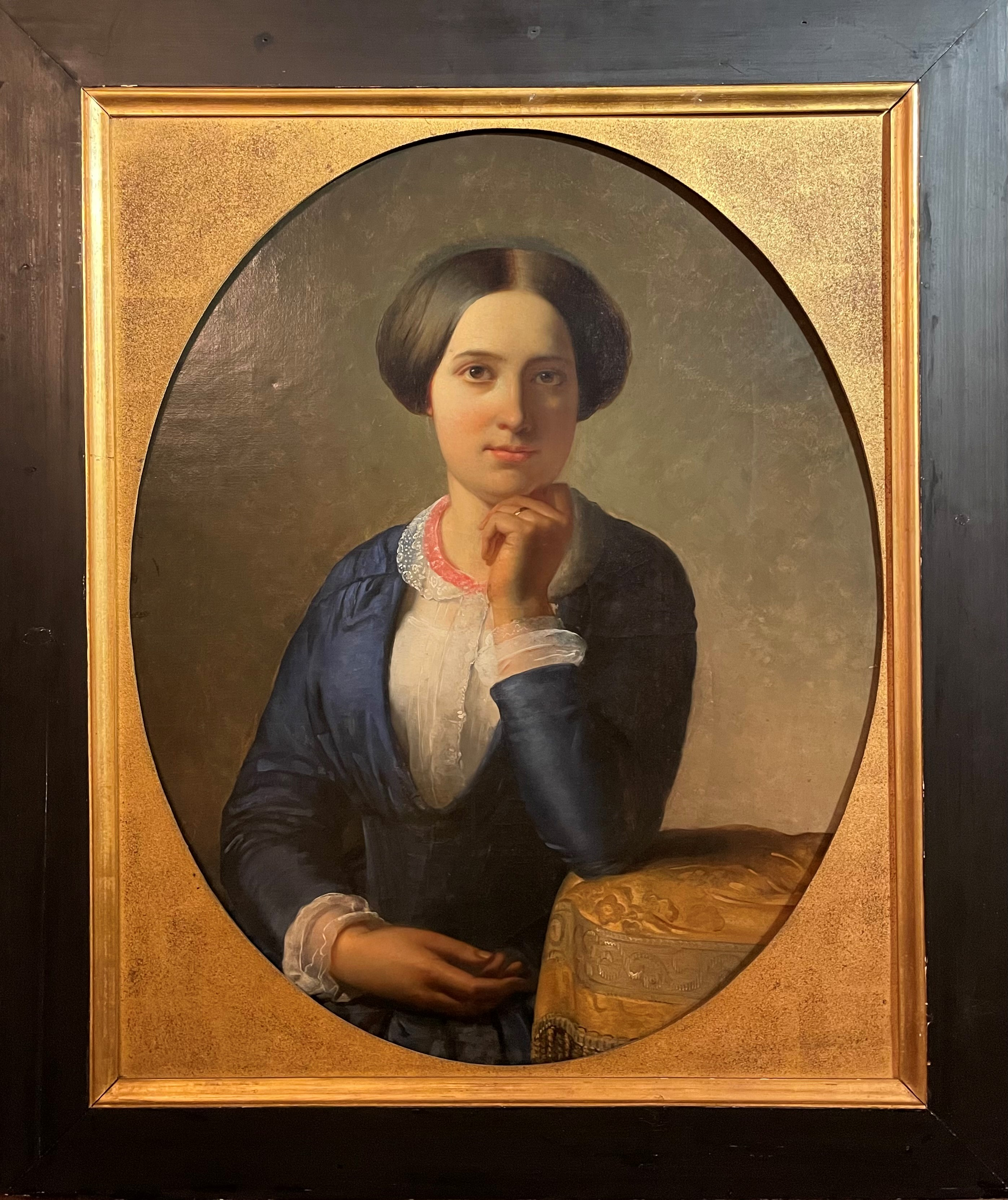
Portret van Louise Schmit, gemaakt door Paul Tétar van Elven, waarschijnlijk ter gelegenheid van hun verloving, circa 1853.

In 1855 verhuisde Paul met Louise naar een woning aan de Voorstraat 76 in Delft. Twee dagen na Pauls verhuizing overleed Henri Tétar van Elven. Zijn vrouw, dochter Adelaïde en kleindochter Marie gingen wonen bij Josephine en haar gezin, aan de Vijzelstraat 61 in Amsterdam. Henri Halle woonde al enige tijd bij familie in Amsterdam.    
In 1855 was Pauls werk te zien op de Wereldtentoonstelling in Parijs, de Exposition Universelle (1855). Hiervoor was het schilderij Een biddend huisgezin geselecteerd, een historiestuk  gebaseerd op een tekstdeel van De dochter van Herodias van dichter-dominee Bernard ter Haar (dominee). Ook voor dit werk had Paul een prijs gewonnen bij Felix Meritis.      
In 1856 betrokken Paul en Louise een bovenwoning aan de Wijnhaven 3 in Delft. Daar ondervonden zij nogal wat overlast van de naastgelegen studentenkamer, waar Willem Karel Marie Vrolik (1841-1904), woonde, de voorzitter van het studentencorps, die daar vaak zijn vrienden uitnodigde, zoals Carel Herman Aart van der Wijck (1840-1914) en Jilles Schalij (1840-1909).     
In 1856 en 1858 was Paul getuige bij de huwelijken van respectievelijk de broer en de zus van Louise. Catharina Margaretha Schmit trouwde met Marinus Frederik Andries Gerardus Campbell, onder-bibliothecaris bij de Koninklijke Bibliotheek en plaatsvervangend custos van Museum Meermanno, waar hij ook woonde. Het kan zijn dat Paul hier het idee kreeg van een huismuseum. Een jaar na het huwelijk overleed Catharina in het kraambed. Paul hield contact met zijn zwager, zoals blijkt uit zijn bijdrage aan een liber amicorum voor het jubileum van Campbell in 1884.       
Rond 1857 leerde Paul Philip Sadée kennen. Sadée was zo onder de indruk van Pauls atelier, dat hij werd geïnspireerd om zelf kunstschilder te worden.      
In 1857 exposeerde Paul het historiestuk De dood van Laurence, uit de Jocelyn van Alphonse de Lamartine. In 1858 toonde hij het historiestuk De verlossing van Petrus uit de gevangenis.       
Vanaf 1858 waren de lesuren handtekenen niet langer in de ochtend geprogrammeerd, maar in de avond. Voor de eerstejaars waren er nu twee lessen per week die twee uur duurden, in plaats van vier lessen van een uur. Voor de tweedejaars waren er twee lessen van een uur en van twee uur in plaats van drie lessen van een uur.      
In 1858 overleed Paul schoonzuster Fanny Noël, een jaar later gevolgd door haar jongste zoon Eduard. In 1859 trouwde Pauls pleegbroer Henri Halle met Anna Maria Rioche, die een jaar later in het kraambed overleed.      
In 1860 exposeerde Paul Johan de Witt, de Akte van Seclusie opstellende, een historiestuk waarop te zien is hoe het Huis van Oranje-Nassau werd uitgesloten van het stadhouderschap. Hetzelfde tafereel had Paul geschilderd voor de Historische Galerij van De Vos.       
Een studiejaar aan de Koninklijke Akademie duurde tien maanden. De lange zomervakantie werd door Paul en Louise benut voor lange reizen naar het buitenland, zoals België, Frankrijk, Duitsland en Oostenrijk, afgewisseld met reizen in eigen land. Paul benutte deze reizen tevens voor bezoeken aan musea, waar hij bekende werken kopieerde, zoals in 1861 de Sixtijnse Madonna van Rafaël in de Gemäldegalerie Alte Meister in Dresden. In Dresden is Paul in 1862 met Louise op schoot  door de fotograaf Berger geportretteerd. In het voorafgaande jaar was Paul door Maurits Verveer gefotografeerd. Van hun reis naar Wenen via allerlei Duitse steden in 1863 hield Paul een reisdagboek bij. Vanaf Mannheim werd met de boot teruggereisd naar Rotterdam. Verder werd hoofdzakelijk per spoor gereisd.   
In de jaren 1861-1866 werd voor Arti et Amicitiae een Historische Galerij gerealiseerd, bestaande uit 102 werken gemaakt door leden, die door een stemming werden gekozen. Zij konden vervolgens een of meerdere werken aanleveren. Deze schilderijen werden getoond als er geen andere tentoonstelling was. Paul maakte hiervoor in 1861-1862 één schilderij, genaamd De Unie van Utrecht, 1579. Dit zal gereed zijn geweest toen het eerste deel van de Galerij werd geopend op 29 maart 1862.   
In 1863 maakte Paul een ambitieus historiestuk. Op groot formaat schilderde hij Dido (ook bekend als De droom van Dido), slapend en dromend hoe haar broer haar echtgenoot vermoordt. Dat Paul hieraan werkte werd in de kranten aangekondigd. Het schilderij werd onder andere in Brussel tentoongesteld en werd slecht ontvangen, met name omdat Dido geen enkele emotie toonde. Hierna exposeerde Paul alleen nog bij de kunstenaarsvereniging Arti, tot en met het jaar 1870.   

#### Koornmarkt 67
In januari 1864 kocht Paul op een veiling het grachtenpand Koornmarkt 67, dat dateert uit 1536 (met een kelder uit circa 1400 en een achterhuis uit circa 1710) en dat leegstond sinds het overlijden van de vorige eigenaar Hendrik Pieter Kleijn van Willigen (1778-1863). In februari werd de eigendom overgedragen en op 20 mei trokken Paul en Louise, met dienstbode Neeltje Romeijn, in. Twee huizen verderop op Koornmarkt 71 woonde tot 1866 Pauls collega de hoogleraar wiskunde Rehuel Lobatto. 
Naast zijn eigen werken (historiestukken, portretten, genrestukken, landschappen en kopieën naar oude meesters) legde Paul in dit huis meerdere verzamelingen aan, waaronder antieke meubelen, kostuums, boeken, wapens en keramiek, met name oosters porselein en in mindere mate Delfts Blauw. Ook verzamelde Paul schilderkunst van tijdgenoten en Oude Meesters.  

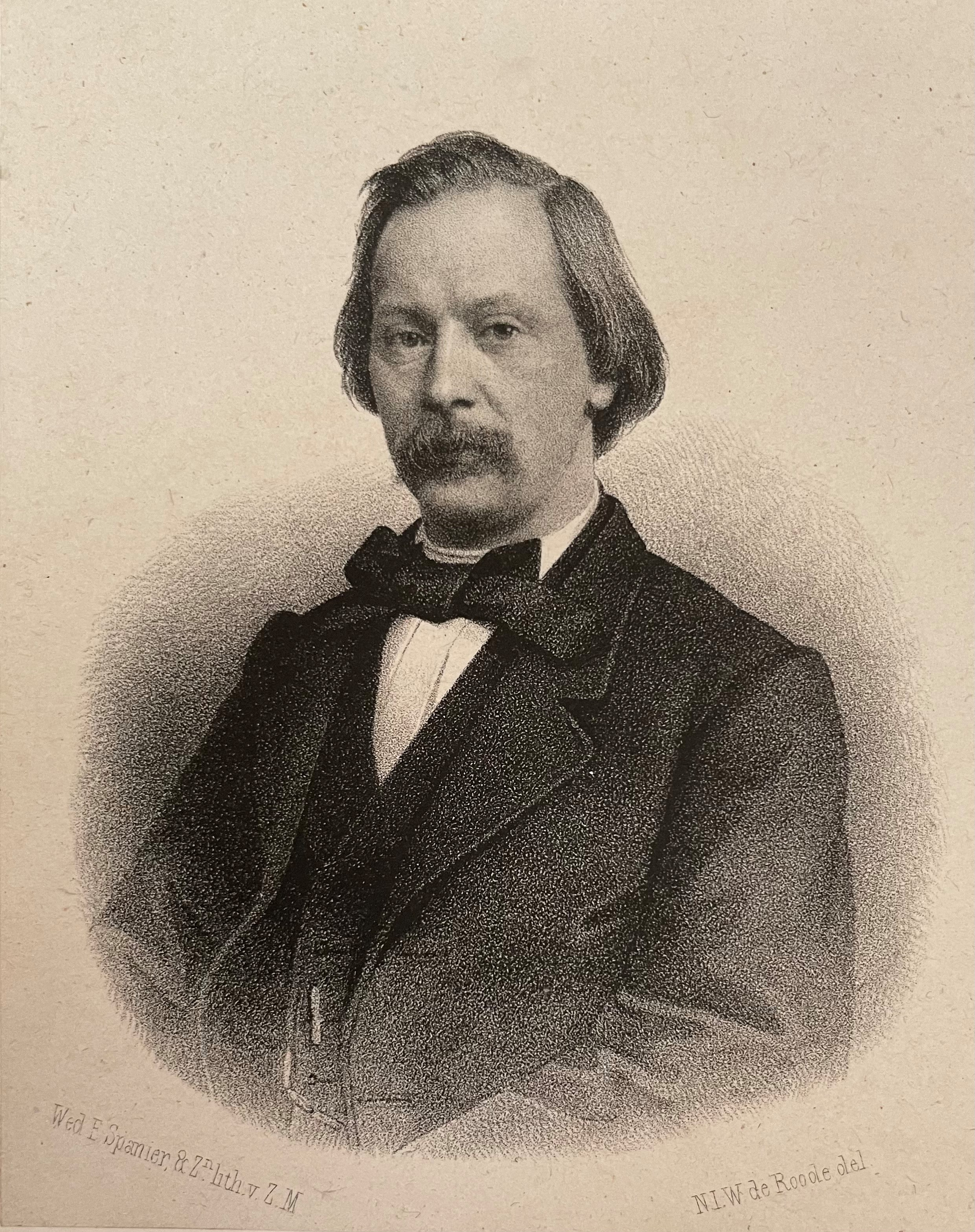
Portret van Paul Tétar van Elven door Nicolaas Johannes Wilhelmus de Roode, circa 1864, gepubliceerd in de Delftsche studenten-almanak voor 1865.

Na de zomer van 1864 werd Paul aangesteld als leraar in het handtekenen aan de Polytechnische School, de opvolger van de Koninklijke Akademie, na gedurende de zomermaanden formeel aangesteld te zijn geweest als tekenleraar te zijn geweest aan de nieuwe HBS. Aan de Polytechnische School kon men een opleiding volgen tot civiel ingenieur in de weg- en waterbouwkunde, architect in de bouwkunde of voor een functie in de scheepsbouw, werktuigbouw of mijnbouw. Onder de afdeling bouwkunde viel ook een studierichting genaamd Vrije Studiën, waarmee men werd opgeleid voor de akte tekenen voor het middelbaar onderwijs. Vanaf 1875 gingen ook enkele vrouwen aan de Polytechnische School studeren, maar zij volgden meestal slechts één vak, zoals handtekenen, en deden geen examen. Het is bekend dat Paul tekenles gaf aan enkele jongedames.    
Paul gaf in deze jaren meestal twaalf uur les in de week, waarbij vier onderwerpen aan bod kwamen: 1) schetstekenen naar verschillende voorwerpen, 2) tekenen naar pleister, koppen, enz., 3) ornamenttekenen, 4) landschapstekenen en oefeningen in het wassen. Deze lessen werden nog steeds van maandagochtend tot en met zaterdagmiddag gegeven, door de week ook in de avond.     
Tijdens Pauls werkzame leven waren als directeur van de Polytechnische School werkzaam dr. Lewis Cohen Stuart in de jaren 1864-1878, Johannes Bosscha jr. in de jaren 1878-1885 en Antonie Cornelis Oudemans jr. in de jaren 1885-1895.  
In 1864 werd de Duitse architect Eugen Gugel een collega van Paul, als hoogleraar bouwkunde. In 1865 werd de beeldbouwer Eugène Lacomblé aangesteld als leraar boetseren. 
In het najaar van 1864 verscheen de eerste roman van de feministe Betsy Perk, Een Kruis met Rozen, dat zij opdroeg aan Paul Tétar van Elven. In 1870 zou hij een ontwerp maken voor de kop van haar tijdschrift Ons Streven. 
In de Delftsche Studentenalmanak voor 1868 werd teruggekeken op het studiejaar 1866-1867 en betreurd dat Paul door ziekte weinig les had kunnen geven. Zowel Paul als Louise werd slachtoffer van de cholera-uitbraak in Nederland in 1866. Paul werd op school vervangen door zijn vriend D'Arnaud Gerkens. In dit schooljaar vonden net belangrijke wijzigingen plaats in de vakken die de leraar handtekenen verzorgde: het "oefenen in het wasschen" (het maken van een aquarel) werd ingevoerd, evenals landschaptekenen, ten koste van studie van het menselijk lichaam naar pleister. Paul maakte in de daaropvolgende periode 1867-1877 tientallen landschapsaquarellen, voornamelijk tijdens zijn reizen in Nederland, maar ook onder andere in Duitsland. Sommige van deze aquarellen werden vervolgens uitgewerkt in olieverf, waarbij Paul koos voor een helderder palet en mensfiguren toevoegde aan de compositie. Deze meer realistische werken, waarbij vooral de aquarellen doen denken aan de Haagse School, vormden Pauls zwanenzang als kunstenaar.     
In 1870 overleed Pauls moeder Dorothea Carolina de Hosson. Vanaf mei 1877 woonden Adelaïde en Marie op de Noorderstraat 68 te Amsterdam. 
In 1872 stierf in het huis aan de Koornmarkt Emilie Haase (1856-1872), de dochter van de assistent-resident van Palembang Johan Frederik Haase (1832-1896) en van Wilhelmina Elisabeth Dessauvagie (1833-1899). In haar overlijdensadvertentie noemde Paul haar zijn pupil. Het is niet bekend hoe lang zij bij Paul en Louise in huis heeft gewoond. Haar vader had in Delft gestudeerd, zoals ook haar broers dat later deden. Wellicht heeft zij haar jongere broers vergezeld naar Nederland. In haar overlijdensakte is vermeld dat ze woonachtig was in Pamalang, maar verblijf hield in Delft. Ze was daarom niet ingeschreven in het Bevolkingsregister.   
In november 1873 kwam Jacoba Jansen (1850-1911) als dienstbode in dienst bij het echtpaar Tétar van Elven. Paul was kennelijk erg tevreden over haar, want in 1887 zou hij haar in zijn testament noemen als degene die benoemd zou moeten worden als beheerder van zijn huismuseum.  
In 1874 en 1879 werkt Paul mee aan twee huldeblijken van Arti et Amicitiae aan koning Willem III, vanwege zijn 25-jarige jubileum en zijn huwelijk met koningin Emma. Daarvoor kopieert Paul twee eerdere werken van hem: in 1874 maakt hij een kleinere versie van zijn schilderij Odalisque uit 1864 en in 1879 maakt hij een penseeltekening van zijn schilderij Dido uit 1863. Ook Pulchri Studio bracht huldeblijken uit, maar Paul was hiervan geen lid. De geschenken van Arti waren vervat in een aantal grote verzamellijsten, die thans hangen in de bovenzalen van het Koninklijk Paleis Amsterdam.      
Tot Pauls studenten behoorden onder meer Adolf le Comte, Karel Sluyterman, Bram Gips, Joseph Cuypers, Coenraad Kymmell, Leon Senf, Barthold van Riemsdijk en Jan Toorop (1876-1878). Alhoewel Jan Toorop niet slaagde voor zijn examen MO-Tekenen behield hij goede herinneringen aan zijn leraar Paul. Ook werd vanaf de jaren zeventig aan de Polytechnische School tekenles gegeven aan vrouwen, waaronder Suze Robertson.      
In 1878 verzelfstandigde het vak decoratieve kunst. Als leraar werd Adolf le Comte aangesteld, die in de jaren 1869-1872 de tekenakte had behaald en daarna assistent van Gugel was geworden. Ook nam Le Comte de leiding van de Vrije Studiën op zich. Paul en Adolf raakten goed bevriend, evenals met Lambert van Meerten. In 1881 trouwt Adolf le Comte met Anna Cornelia Carbentus, een volle nicht van Vincent van Gogh. Haar zus was getrouwd met Anton Mauve. Haar oom de zilversmid Willem Carbentus was een studiegenoot van Paul geweest aan de Haagsche Teeken-Akademie. Adolfs vriendschap met Paul zal tot diens dood duren.     
Mede door zijn beleggingen in de spoorwegen raakte Paul gefortuneerd. In 1881 kon hij daardoor het buurpand Koornmarkt 69 aankopen. De tuin van dit pand werd getrokken bij de achtertuin van Koornmarkt 67, waarna nummer 69 werd verhuurd.
In 1882 leverde Paul een bijdrage in de vorm van een aquarel van een meisje op het strand van Scheveningen aan het Album van Mevrouw Bosboom-Toussaint. Dit was zover bekend de laatste keer dat hij naar buiten optrad als kunstenaar met een nieuw werk. Dit album bevindt zich nu in het Regionaal Archief Alkmaar, terwijl de bijbehorende cassette deel is van de collectie van het Stedelijk Museum Alkmaar. 

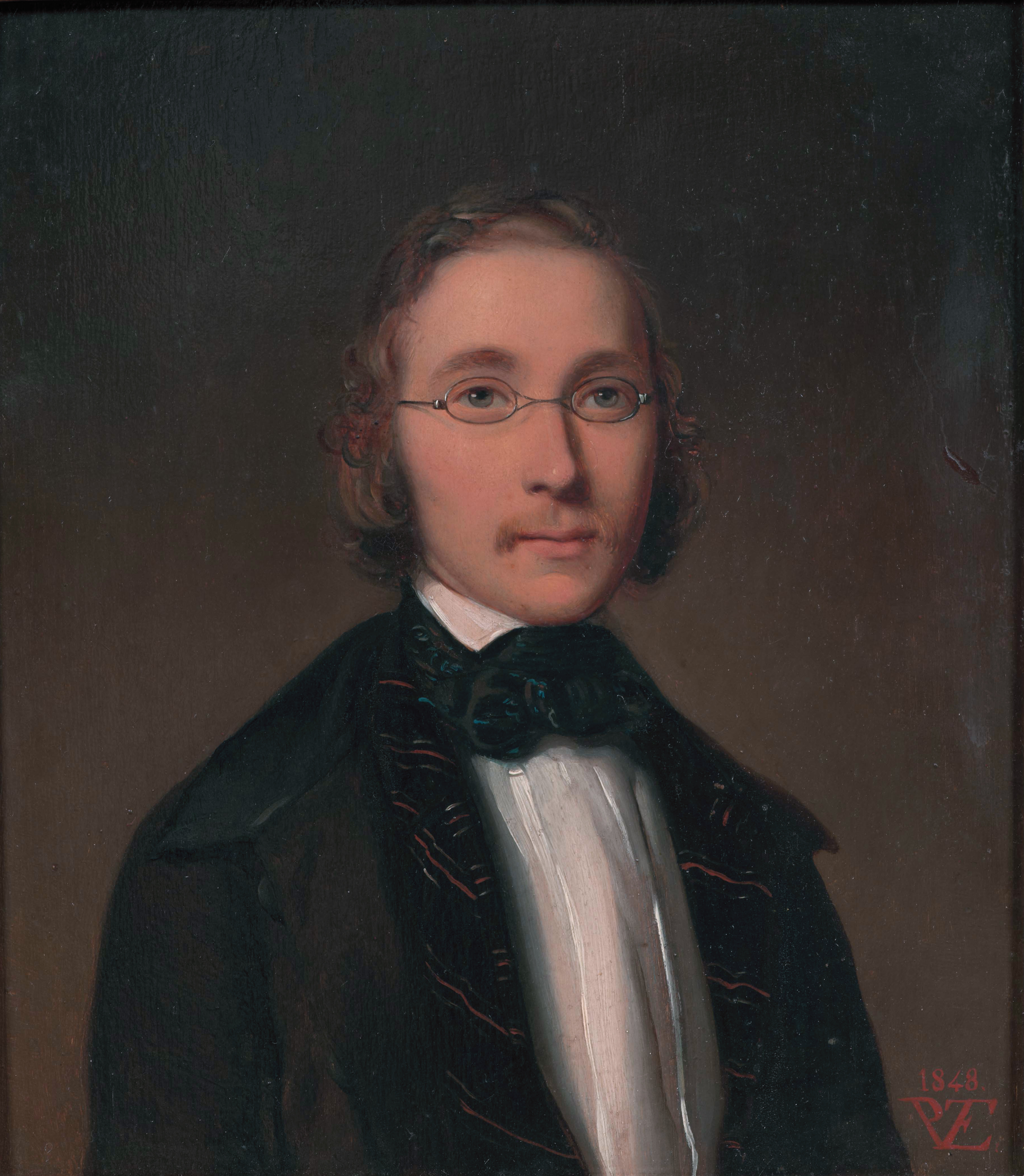
Alexander Hugo Bakker Korff door Paul Tétar van Elven, 1848, Museum De Lakenhal.

In 1882 overleden Pauls broer Martin Gérard en zijn beste vriend Alexander Hugo Bakker Korff, op wiens begrafenis in Oegstgeest Paul aanwezig was. Het jaar daarop - na dertig jaar huwelijk - overleed Pauls echtgenote Louise en ook zijn schoonzuster Françoise Abadie.  
De Historische Galerij van De Vos bevond zich tot 1883 in het speciaal daarvoor gebouwde paviljoen achter de woning van De Vos. Na zijn overlijden is de gehele Galerij gelegateerd aan Arti et Amicitiae, die deze in 1884 eenmalig tentoonstelde.  
In 1884 werd een fotoportret van Paul opgenomen in het liber amicorum voor zijn zwager de Koninklijke Bibliothecaris Marijn Campbell.   
In 1884 maakte Paul voor zover bekend zijn laatste gedateerde olieverfschilderij, een rivierlandschap. Hiervan bestaat ook een ongedateerde versie.   
In 1884 is Paul hertrouwd, met Mechelina Maria Josephina (Helena) van Duuren (1852-1925). Zij was afkomstig uit Den Bosch. Haar beide ouders waren reeds overleden. Paul en Helena zullen elkaar hebben leren kennen door Helena's zuster Catharina (Cato) Rietman van Steenes-van Duuren die toen eveneens aan de Koornmarkt in Delft woonde. Helena raakte al voor Louise's dood bevriend met het echtpaar Tétar van Elven en vergezelde hen tijdens twee zomervakanties in 1881 en 1882 in Scheveningen. Voor zijn tweede huwelijk is Paul afgereisd naar Oisterwijk, waar Helena al korte tijd verbleef in een hotel genaamd Het Zwaan, thans De Swaen. Er waren bij dit huwelijk geen getuigen van beide families. Helena leek echter een warme band te hebben met haar familie, met name met haar zusters Cato en Constance van Doornum-van Duuren en haar broer Lodewijk Jan Marie (Louis) van Duuren. Louis was eerder dat jaar ook getrouwd, met de achttienjarige rijke erfgename Sibendiena Maria Ringels van Arnhem uit Slochteren, die in haar geboortestreek bekend stond als Mooie Dientje. Een jaar later werd hun echtscheiding uitgesproken, met als reden mishandeling door Louis. Dientje vertrok naar Parijs waar ze een relatie kreeg met Georges Clemenceau (1841-1929).     
Ook dit tweede huwelijk van Paul bleef kinderloos. Met Helena ging Paul weer reizen, onder andere naar Italië, Griekenland, Egypte en de Levant. Daarbij zouden Paul en Helena onder andere hebben gereisd met de Oriënt-Express.  
In 1887 maakte Paul zijn testament. Daarin liet hij alles na aan zijn echtgenote. In het geval Paul Helena zou overleven zouden echter een Museum en een Fonds moeten worden opgericht. Voor het Museum Paul Tétar van Elven zouden zijn collecties beeldende en decoratieve kunst als verzameling dienen. Wellicht was dit idee mede ingegeven door de opening van het Museum H.W. Mesdag (thans de Mesdag Collectie) in Den Haag in dat zelfde jaar. Het Paul Tétar van Elvenfonds moest een vierjaarlijkse wedstrijd voor jonge historieschilders organiseren, vergelijkbaar met de Prix de Rome en de Groote Prijs, die Paul in 1847 zelf niet had gewonnen. Het Fonds zou worden beheerd door Arti et Amicitiae. Met het Museum en het Fonds waaraan Paul uitdrukkelijk zijn eigen naam verbond had hij zijn nagedachtenis zeker gesteld.  
In 1889 overleed Jan Baptist Tétar van Elven, in 1893 gevolgd door hun zus Adelaïde.   
In de periode 17 juni tot 1 september 1889 was de Historische Galerij van Arti na twee jaar wederom te zien. Het zou de laatste tentoonstelling van deze werken op deze locatie blijken te zijn.    
In 1891 kocht Paul de te bouwen woning aan de Nieuwe Badhuisweg 1 in Scheveningen. In 1893 kocht hij de aangebouwde woning Nieuwe Badhuisweg 1a. Het ontwerp van deze woningen zou kunnen zijn van Henri Martin Tétar van Elven, de zoon van zijn broer Martin, die in Den Haag woonde. De dubbele villa kreeg de naam Ars Longa, Vita Brevis.     
Bij Koninklijk Besluit van 2 januari 1893 werd Paul benoemd tot Ridder in de Orde van Oranje-Nassau, na bijna veertig jaar werkzaam te zijn geweest aan de Koninklijke Akademie en diens opvolger de Polytechnische School.      
Per september 1894 is Paul met pensioen gegaan. Hij werd als leraar handtekenen opgevolgd door zijn voormalige student Abraham Frans Gips, die in de jaren 1879-1881 de Vrije Studiën had gevolgd. Toen de Polytechnische School in 1905 Technische Hogeschool werd, promoveerde Gips tot hoogleraar. In 1894 stopte ook Pauls goede vriend Adolf le Comte als leraar decoratieve kunst. Hij werd opgevolgd door Theodorus Karel Lodewijk Sluyterman, eveneens een oud-student van Paul, die in de jaren 1880-1885 de Vrije Studiën had gevolgd.   

### Scheveningen 1894-1896

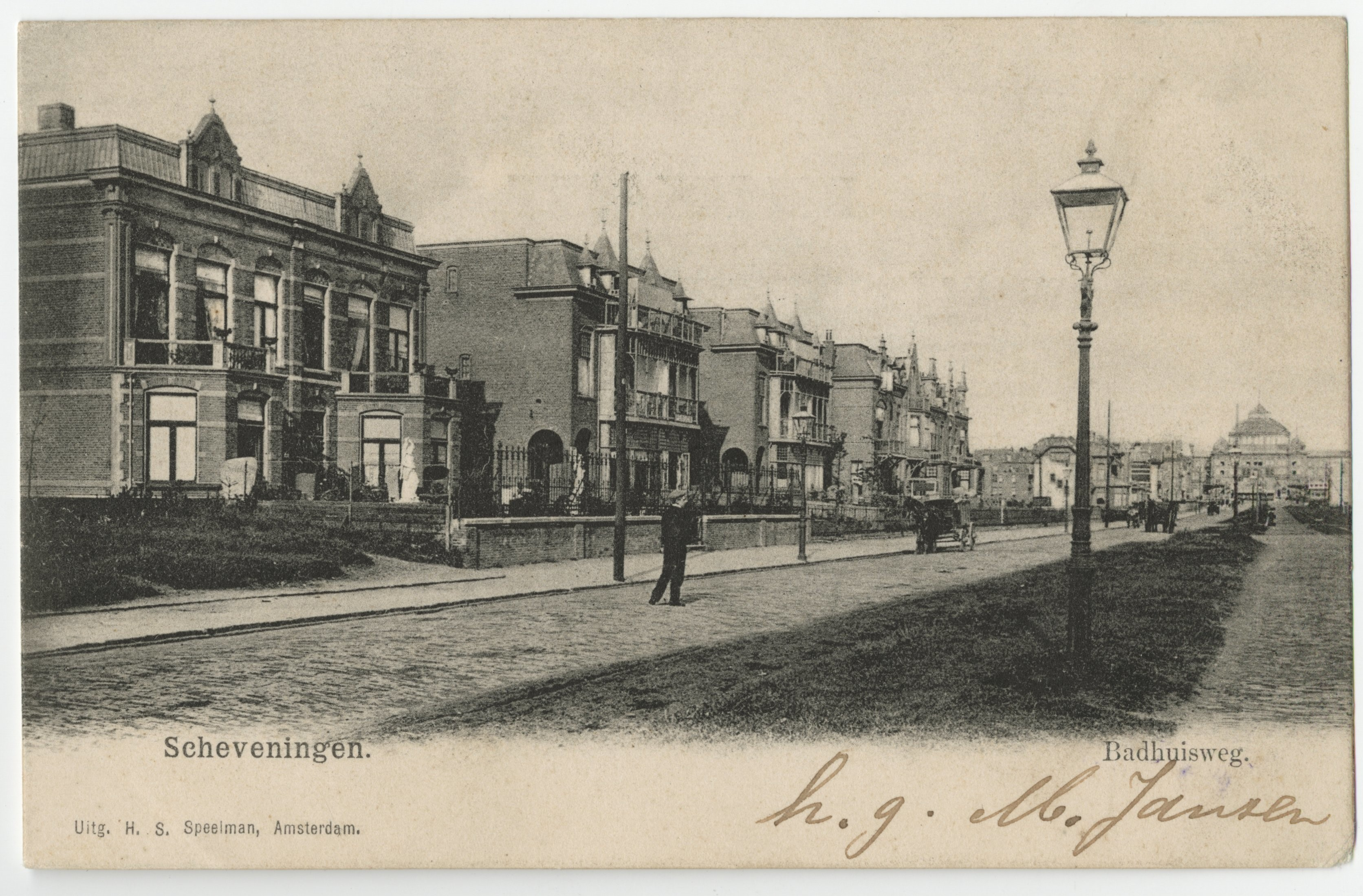
Geheel links de villa Ars Longa, Vita Brevis, aan de Badhuisweg 63-65 te Scheveningen.

Op 6 oktober 1894 verhuisde Paul met Helena naar hun in 1893 gekochte villa aan de Nieuwe Badhuisweg 1 (later Badhuisweg 65) in Scheveningen. Als huisknecht werd Jacobus Ketel (1873-1924) aangenomen en Corsthiaan Mostert (1855-1943) was werkzaam als tuinman. In 1895 kocht Paul ook het naastgelegen perceel, Nieuwe Badhuisweg 1a (later Badhuisweg 63). Het pand Koornmarkt 67 te Delft werd vanaf 1896 verhuurd aan de notaris Pieter Bron.    

In 1895 ontstond grote ophef toen uit het jaarverslag 1894 van Arti et Amicitiae bleek dat het bestuur de Historische Galerij van Arti, evenals de Historische Galerij van De Vos die door een legaat was verkregen en een collectie bestemd voor een loterij ten behoeve van het Weduwen- en Wezenfonds voor f 17.500,00 had verkocht aan de Londense kunsthandelaar Hermanus  Koekkoek de Jonge (1836-1909), weliswaar ten behoeve van voornoemd fonds. Niet alle levende schilders hadden expliciet hiermee ingestemd. Het verlies van deze Historische Galerijen werd als een groot verlies voor Nederland gezien. Bovendien bleek Arti zichzelf benadeeld te hebben toen de Galerij van Arti voor het drievoudige werd aangekocht door Hermanus Tersteeg (1845-1927), verbonden aan kunsthandel Boussod, Valadon et Cie, voorheen Goupil (waar hij de leermeester was geweest van Vincent van Gogh en Theo van Gogh). Een deel van de werken (50 stuks) werd vervolgens van 22 september tot 13 oktober getoond bij Pulchri. De koninginnen Emma en Wilhelmina, vergezeld door Pauline van Wurttemberg, bezochten de tentoonstelling, evenals later Marie van Oranje-Nassau met haar dochters. Het was Wilhelmina's eerste bezoek aan Pulchri. Na afloop van de tentoonstelling bleek de Galerij aangekocht te zijn door Jan Christiaan van Hattum van Ellewoutsdijk (1837-1909), die de collectie in bruikleen gaf aan de gemeente 's-Gravenhage. De werken werden januari 1896 opgehangen in de bovengangen van het Raadhuis, waar Emma en Wilhelmina begin februari nogmaals kwamen kijken, ditmaal vergezeld door Elisabeth van Waldeck. Toen na vijf jaar de gemeente Van Hattum een rekening stuurde voor verlichtingskosten is de bruikleen opgezegd. De werken kwamen ten huize van Van Hattum te hangen en werden na zijn overlijden in 1909 verdeeld onder zijn erfgenamen. De huidige locatie van De Unie van Utrecht, 1579 is onbekend. In december 1896 bleek dat de Galerij van De Vos was aangekocht door P. Langenhuizen en D. Franken, die de collectie schonken aan de gemeente Amsterdam. De werken kwamen terecht in het nieuwe Stedelijk Museum. Tegenwoordig behoren ze tot de collectie van het Amsterdam Museum, die een deel tentoonstelt.    

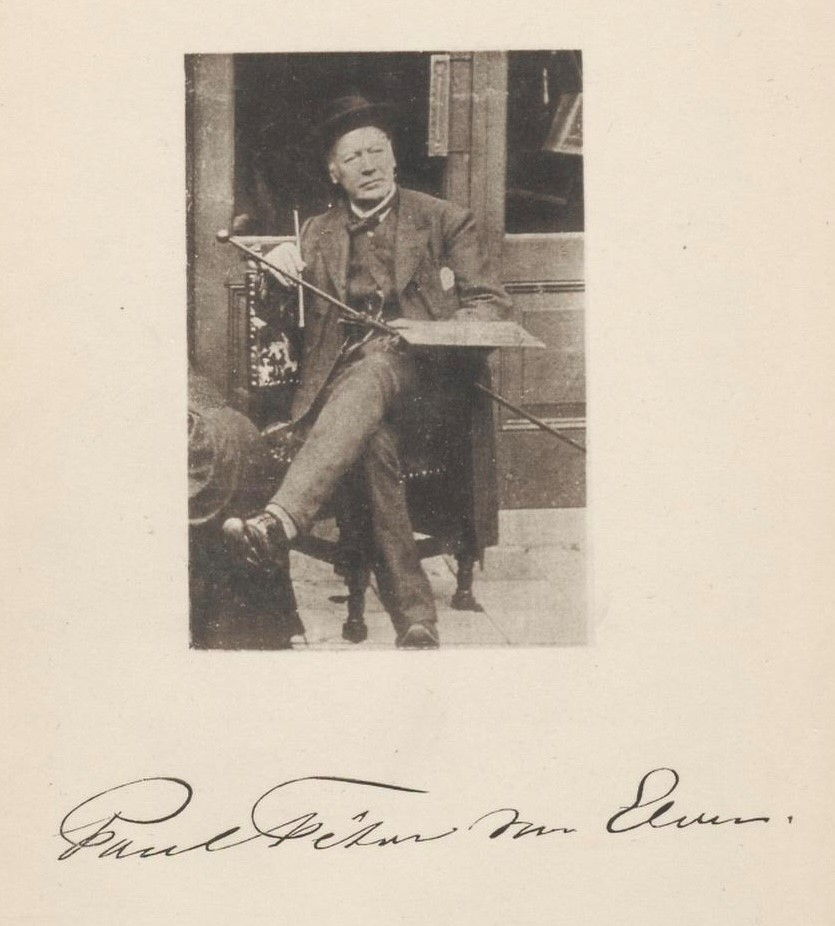
Foto van Paul Tétar van Elven, geplaatst bij zijn in memoriam in de Delftsche studenten-almanak voor 1897.

Paul is langere tijd ziek geweest. In 1895 was hij in behandeling bij de huisarts Franciscus Amandus Carolus Dumontier (1825-1895) en na diens overlijden in 1896 bij Emile Adriaan Keuchenius (1862-1934). Op 28 februari 1896 is Paul in Scheveningen overleden. Op 3 maart 1896 werd Paul naast Louise begraven op de begraafplaats Jaffa in Delft. De lijkbaar hield stil voor de Polytechnische School, waar de waarnemend directeur professor Nicolaas Hubert Henket (1829-1904) en de president van de senaat Hendrik Pieter Elias de Vogel (1876-1940)  namens het studentencorps twee kransen op de kist legden. De hoogleraren, leraren en de senaat volgden vervolgens de lijkwagen naar Jaffa, waar Henket en De Vogel allebei een toespraak hielden. Voor het studentencorps werd een rouw van veertien dagen afgekondigd.      
Zijn oud-student Adrien Louis Herman Obreen (1845-1915) schreef in 1897 een in memoriam, waarin hij eindigde met de zin "Een dichter zou een ballade kunnen maken ter eere van Tetar van Elven als laatste historieschilder op de bouwvallen der Romantische School".    
In 1897 organiseerde Pulchri Studio een tentoonstelling vanwege het vijftigjarig bestaan,  waarbij twee historiestukken van Paul waren te zien: De dood van Laurence, uit Jocelyn van Alphonse de Lamartine, en De huwelijksinzegening van Geesteranus met Susanna van Oostdijk in Slot Loevestein. Beide werken zijn nu te zien in het museum.     

### Helena 1896-1925
Kort na Pauls dood verhuisde Helena naar het naastgelegen pand, Nieuwe Badhuisweg 1a. Haar twee oudste nichtjes kwamen toen bij haar wonen. Met name Catherine Rietman van Steenes leek een favoriet. In 1901 trouwde zij vanuit tante Helena's huis met de toonkunstenaar Lucretius Pythagoras al Raschid Solon Reich, een zoon van doctor Eduard Reich, de voormalig lijfarts van hertog Ernst van Saksen-Coburg en beroemd seksuoloog. Zes maanden na dat huwelijk werd hun eerste dochter geboren, Catharina Helena Lucretia al Raschid Solon Reich. Een jaar later werden twee meisjes geboren, waarvan één de namen Helena Catharina kreeg. Ook een derde dochter kreeg de naam Helena.     
In 1899 is Helena hertrouwd met de gepensioneerde officier majoor Gerrit Anne Pitlo (1848-1918), een achterneef van de kunstschilder Antonie Sminck Pitloo (1790-1837). Getuige bij het huwelijk is Adolf le Comte. In de huwelijksadvertentie werd zij Hélène van Duuren genoemd. Binnen de familie stond zij ook bekend als Leentje.      
Gerrit deelde met Helena een interesse in literatuur, muziek en verre reizen. Na Gerrits overlijden in 1918 nam Helena haar oudere zuster Constance van Doornum-van Duuren in huis. Constance overleed in 1924, Helena in 1925.      
Helena is met Gerrit Pitlo begraven op de begraafplaats Nieuw Eykenduynen in Den Haag. In haar testament werden aan verschillende familieleden legaten nagelaten, maar haar persoonlijke bezittingen gingen naar Catherine. Catherine en haar man Lucretius Reich zijn later in dit graf bijgezet. Inmiddels is het graf geruimd.     

## Museum en Fonds
Na zijn dood liet Tétar van Elven zijn werk, verzamelingen en huis aan de Koornmarkt 67 na aan zijn tweede echtgenote Helena. In zijn testament was echter geregeld dat in het geval hij na haar zou overlijden de nalatenschap zou toekomen aan de gemeente Delft, onder de voorwaarde dat het huis met acht deelcollecties werd gebruikt als museum. Helena heeft dit vervolgens ook zo geregeld in haar testament. Na haar overlijden in 1925 kon het Museum Paul Tétar van Elven in 1927 ook werkelijk zijn deuren openen voor het publiek. 
Het huis is in de twintigste eeuw enige malen verbouwd. Zo zijn de vertrekken op de eerste verdieping in de jaren twintig aangepast voor de museale functie, waarbij werd gestreefd naar verschillende stijlkamers, met het atelier in Hollandse Renaissancestijl, de bibliotheek in barokstijl (Lodewijk XIV) en de voormalige logeerkamer (thans de Bakker Korffkamer) als een salon in Lodewijk XV/XVI-stijl. Hiermee werd aangesloten op het negentiende-eeuwse interieur van de salon en eetkamer op de begane grond. Verder is in de jaren dertig voor ontvangsten een centrale hal gecreëerd en is het achterhuis verbouwd tot tentoonstellingsruimte met conciërgewoning en is de jaren zeventig in deze tentoonstellingsruimte de achterkamer uit het voorhuis van Huis de Swaen aan de Wijnhaven 9 geplaatst. Deze kamer dateert uit 1732 en wordt naar de kleur van het houtwerk de Paarse Kamer genoemd. Het meubilair in het huis stamt grotendeels uit de zeventiende, achttiende en negentiende eeuw. De collectie beeldende kunst omvat niet alleen het werk van Paul en zijn familieleden, maar ook van tijdgenoten, zoals Barend Hendrik Koekkoek, Mari ten Kate, Adriana Haanen, Philip Corbet, Frans Arnold Breuhaus de Groot, Johannes Anthonie Balthasar Stroebel, Wouterus Verschuur, Charles Leickert, Christiaan Immerzeel en Antonie Sminck Pitloo, maar ook ouder werk, zoals van Heerman Witmont, Adriaen van de Venne, Isaak van Nickelen, Cornelis van Poelenburch en Mattheus Terwesten.  
Helena had verder in haar testament bepaald dat er een Paul Tétar van Elvenfonds moest worden opgericht, eveneens conform de wensen van Paul. Dit fonds zou elke vier jaar een geldprijs uitreiken aan een jonge historieschilder. Het fonds werd beheerd door Arti et Amicitiae in Amsterdam, terwijl de winnende werken een plaats kregen in het museum. Dit fonds is niet langer actief.

## Bekende werken
De schilderijen van Paul Tétar van Elven behoren tot de vijf bekende genres: zijn grote liefde was voor de historieschilderkunst, maar hij maakte daarnaast ook veel portretten van familie en vrienden of in opdracht. Ten derde maakte Paul romantisch-sentimentele genrestukken. Minder bekend is dat Paul ook landschappen maakte. Daarnaast is ook een stilleven bekend. Paul is nog steeds bekend door de kopieën naar oude meesters, voornamelijk uit de Italiaanse Renaissance en de Hollandse Gouden Eeuw. Naast de schilderijen zijn tevens veel tekeningen van Paul Tétar van Elven bekend. Dit zijn voornamelijk studieschetsen. De gravures van Paul Tétar van Elven dateren met name uit zijn studietijd. Paul exposeerde zijn werk op de Tentoonstellingen van Levende Meesters in de periode 1842-1870. Na 1870 trad hij minder in de openbaarheid als kunstschilder. Zijn laatste gedateerde schilderij is uit 1884, het jaar van zijn tweede huwelijk.   
Zijn werk bevindt zich thans niet alleen in de collectie van Museum Paul Tetar van Elven en in particuliere collecties, maar ook in de collecties van onder andere de Koninklijke Verzamelingen, de Rijksdienst voor Cultureel Erfgoed, Museum De Lakenhal in Leiden, het Rijksmuseum, het Amsterdam Museum, het Stadsarchief van de Gemeente Amsterdam, het Regionaal Archief Alkmaar en Museum De Waag in Deventer. 
Hierna volgt een lijst van zijn bekendste werken, in eigendom bij Museum Paul Tetar van Elven indien niet anders vermeld:
Na 1843: Gotische Galerij aan het Noordeinde (Koninklijke Verzamelingen, Den Haag).
1846: Het verzoek om genade aan Prins Maurits door de moeder en de echtgenote van Reinier van Oldenbarnevelt in 1623.
1847: Lust voor de schoone kunsten.
1848: Portret van Alexander Hugo Bakker Korff (Museum De Lakenhal, Leiden).
Circa 1850: Zelfportret en portret Louise Schmit.
1852: Binnenplaats van een weeshuis.
Circa 1852: Scènes van Een ingebeelde zieke, toneelstuk van Molière.
1857: Pater Jan Neyen en griffier Van Aerssen.
1857: Portret van Dorothea Carolina de Hosson.
1860: De opstelling van de Akte van Seclusie door Johan de Witt in 1654. 
1862: Kopieën van de Sixtijnse Madonna en de engeltjes van Rafaël.
1863: De droom van Dido.
1864: Odalisque.
De werken uit de Historische Galerij De Vos, gemaakt in de periode 1850-1862, zijn de volgende: 
Anno 1477. Adolf van Gelre sneuvelt bij Doornik.
Anno 1480. Pater Brugman maant de Friezen tot vredelievendheid.
Anno 1480. Swobbe Lauwa.
Anno 1535. De aanslag der wederdopers op Amsterdam.
Anno 1565. Het verbond der edelen.
Anno 1576. De gevangenneming van de Raad van State.
Anno 1578. Amsterdam kiest de Staatse zijde.
Anno 1585. Oldenbarnevelt brengt met enkele Statenleden Maurits het bericht van zijn aanstelling tot stadhouder.
Anno 1635. De krijgsraad besluit op voorstel van Tromp de vijand van Duins van buskruit te voorzien.
Anno 1653. Maarten Harpertsz. Tromp sneuvelt.
Anno 1654. De Akte van Seclusie.
Het werk van Paul behorende tot de Historische Galerij van Arti et Amicitiae, daterend uit 1862: 
De Unie van Utrecht, 1579.

## Trivia
De voornamen en de achternaam van Paul komen in verschillende vormen voor. In zijn geboorteakte staat hij genoemd als Paulus Dominicus Constantius, maar hij gebruikte zelf de Franse versie daarvan: Paul Dominique Constantin. In zijn trouwaktes en overlijdensakte wordt verwezen naar zijn geboorteakte en wordt hij dan ook aangeduid met zijn Latijnse namen. Op andere plaatsen, zoals in het Bevolkingsregister van Delft en het archief van de Polytechnische school, zien we ook een omgekeerde versie: Paul Constantin Dominique of Paulus Constantius Dominicus. Ook worden Constantijn en Constantinus gebruikt. De familienaam Tétar van Elven werd ook geschreven zonder accent aigu, dus als Tetar van Elven. Bovendien gebruikten familieleden ook alleen Van Elven. Paul zelf hanteerde altijd de schrijfwijze Tétar van Elven. 
In het fotoalbum van de familie Brugsma in de Groninger Archieven zijn twee foto's van Paul opgenomen, waarvan een samen met Louise.
Op het schilderij Bezoek van Willem III en zijn zoon aan de vereniging Arti et Amicitiae van J.B. Tétar van Elven, daterend uit circa 1860, in eigendom bij de Koninklijke Verzamelingen, is wellicht Paul in het midden afgebeeld, als de man met de rossige baard. Uit twee foto's blijkt dat Paul in 1861 geen baard meer had.
Hoewel Paul katholiek gedoopt was en zijn beide ouders katholiek waren, lijkt hij religieus tolerant geweest te zijn. Zowel bij zijn voorouders als in zijn directe familie kwamen veel protestanten voor en ook zijn eerste echtgenote Louise was Nederlands Hervormd. Hij raakte hecht bevriend met zijn neef, de dominee Frans Brugsma. Opvallend is dat in het bevolkingsregister in eerste instantie bij religie R.K. was ingevuld, maar in latere jaren stond hier een streepje, terwijl de religie van zijn tweede echtgenote en zijn dienstbode Jacoba Jansen wel werd ingevuld.
In 1885 stond Paul samen met Lambert van Meerten en Adolf le Comte aan de basis van de oprichting van het kunstminnende gezelschap Musis. Muziek was het hoofddoel van dit gezelschap. Samen met Louise had hij eerder uitvoeringen gegeven op de avonden van de muziekgenootschappen Toonkunst en Tandem fit surculus arbor, Louise op de piano, Paul op de dwarsfluit. Ook Helena speelde piano. In zijn jeugdjaren speelde Paul ook gitaar.
Het plafond in de salon bestaat uit met olieverf beschilderd papier, in 1886 ontworpen door Abraham Frans Gips, die Paul in 1894 opvolgde als leraar handtekenen aan de Polytechnische School.
Het pand Koornmarkt 67 was van 1896 tot 1909 verhuurd aan de notaris Pieter Bron (1849-1909), de vader van de kunstschilder Louis Bron (1884-1959), die hier eveneens woonde. Pieter Bron was gehuwd met Maria Henriëtte Händel (1859-1938). Bij hun huwelijk in 1880 trad als getuige op haar neef Ferdinand Heinrich August von Weckherlin, voormalig secretaris van koningin Sophie. 

## Afbeeldingen

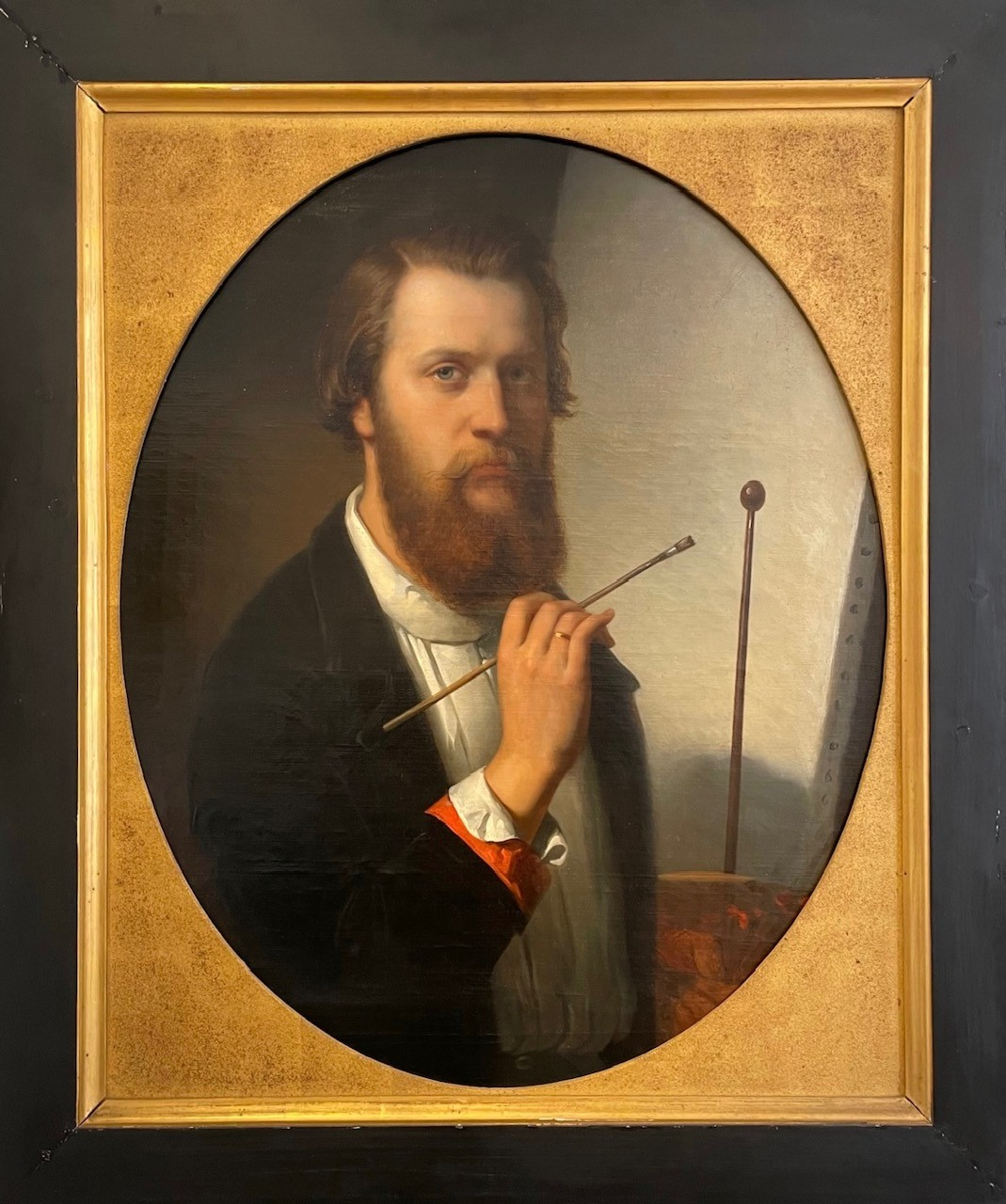
Zelfportret Paul Tétar van Elven circa 1853

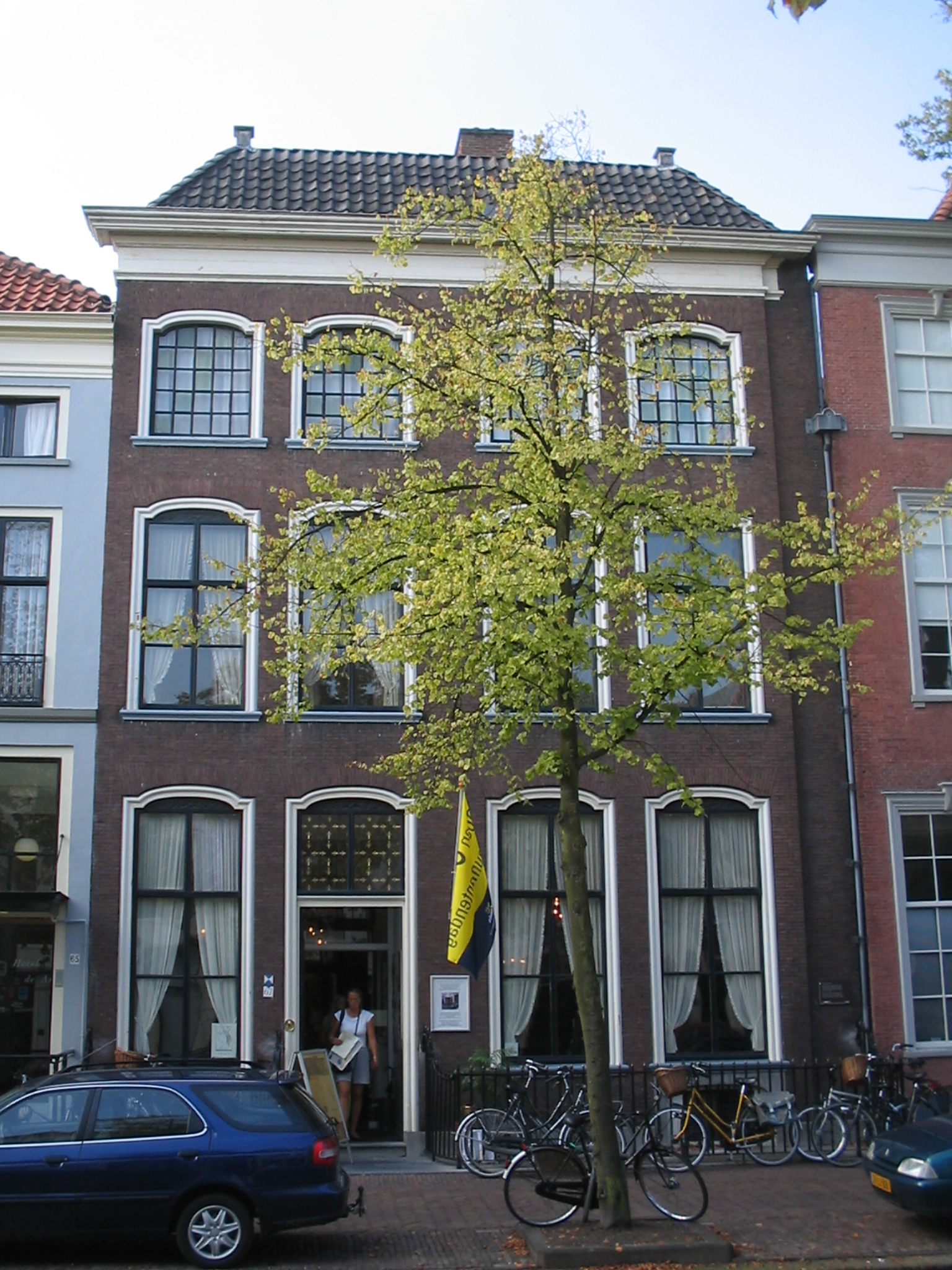
Museum Tétar van Elven (Delft)
Martin Gérard Tétar van Elven, voorheen abusievelijk aangemerkt als zijnde Jan Baptist.
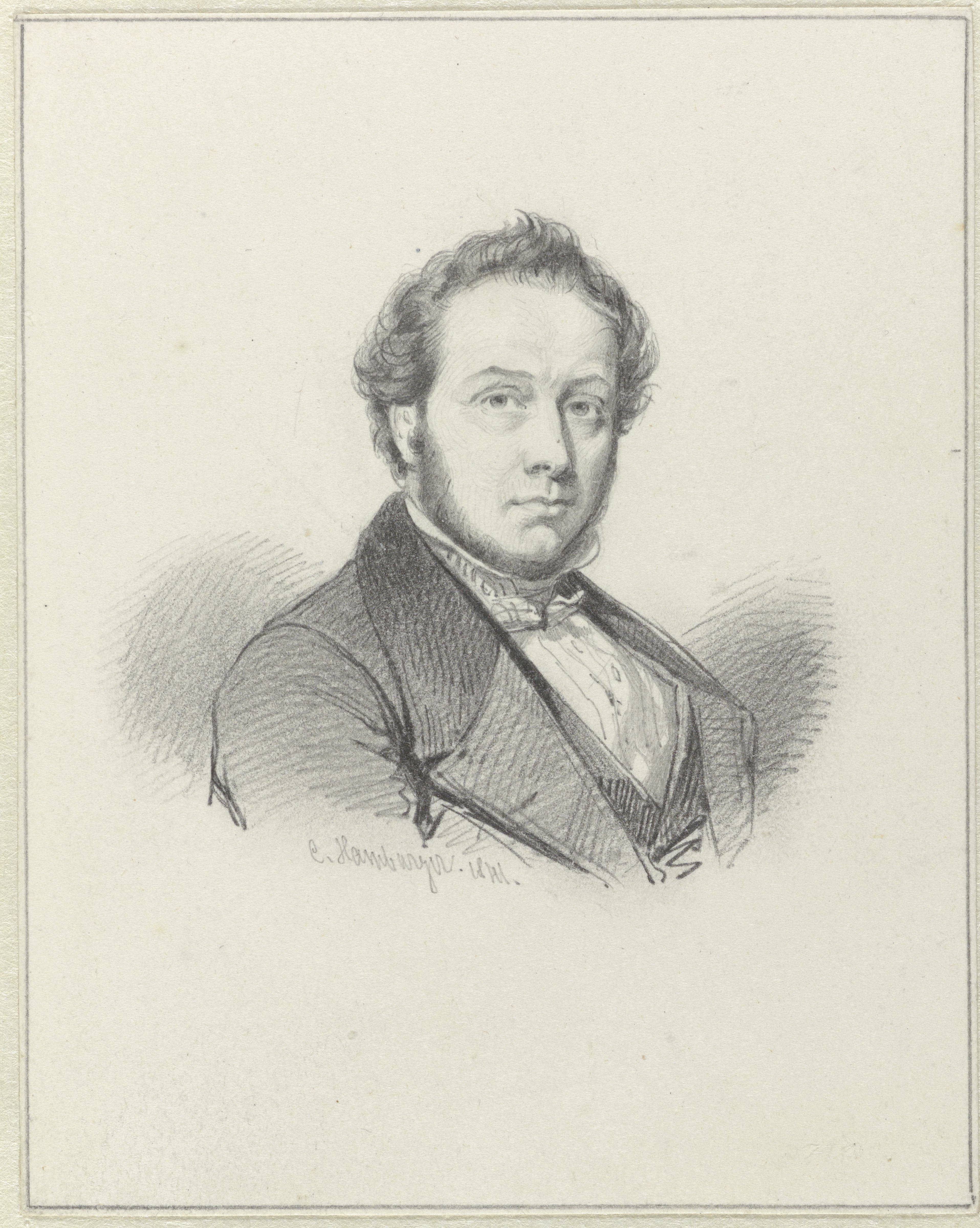
Martin Gérard Tétar van Elven
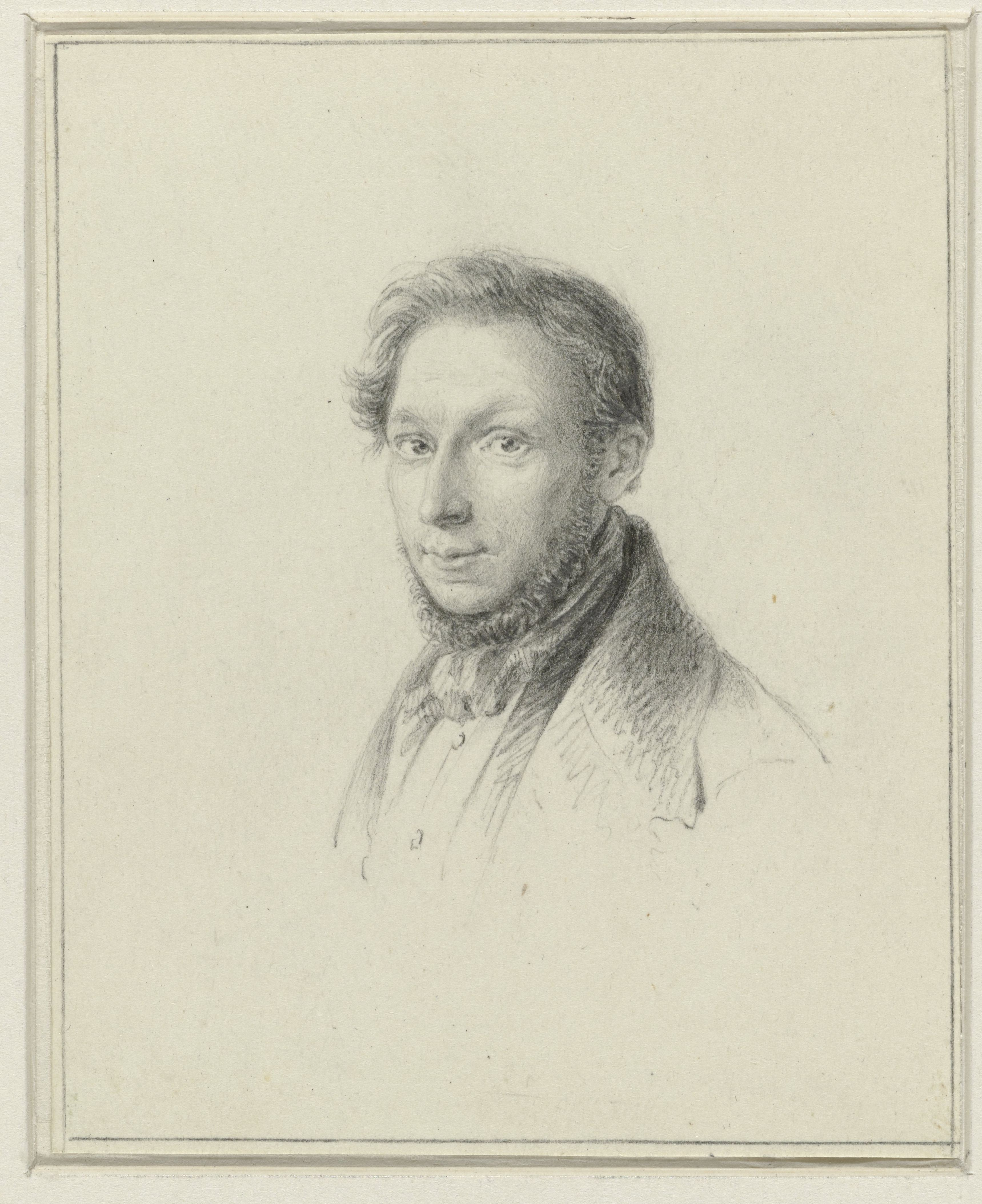
Zelfportret van Jean Baptiste Tétar van Elven
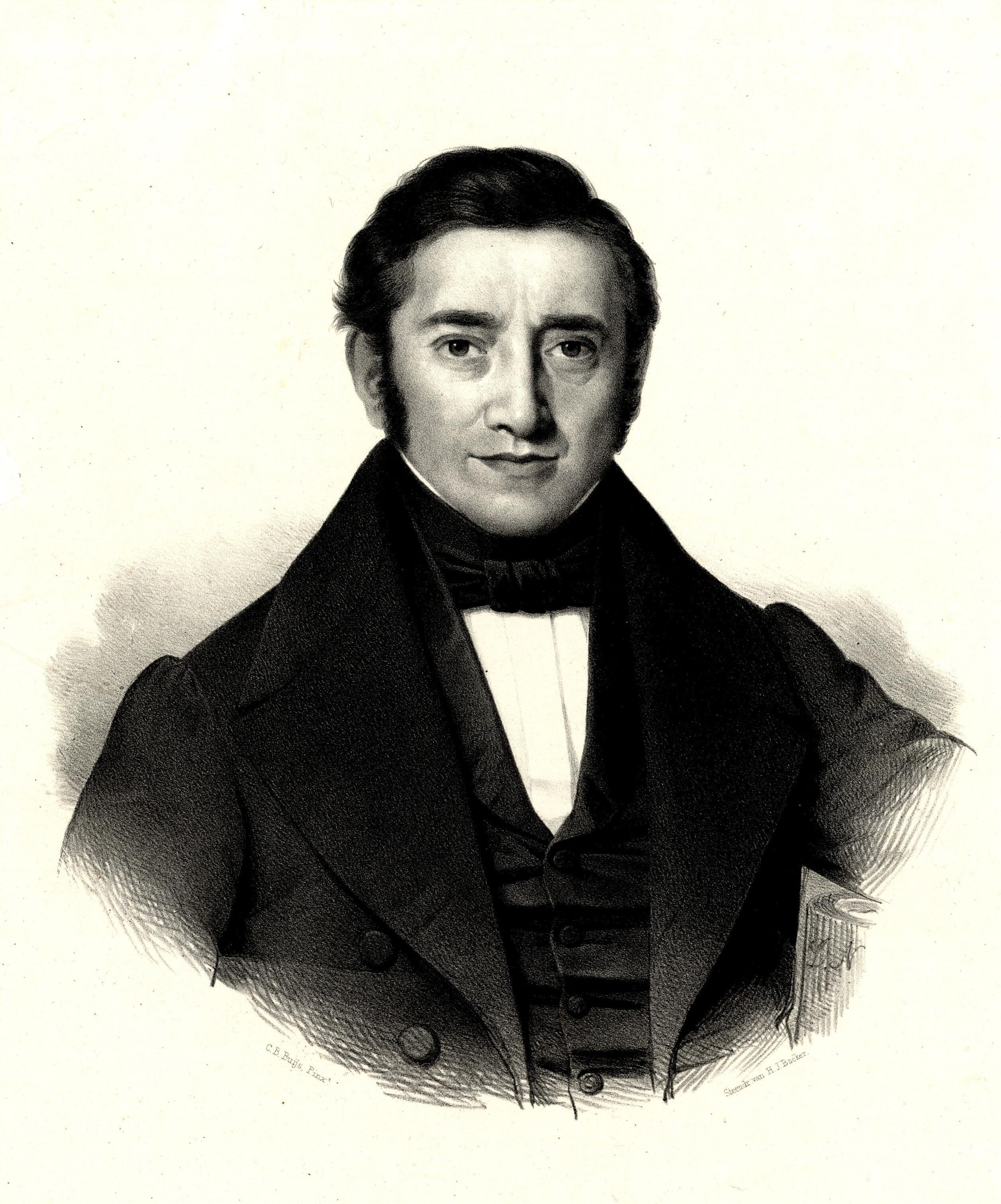
Berend Brugsma
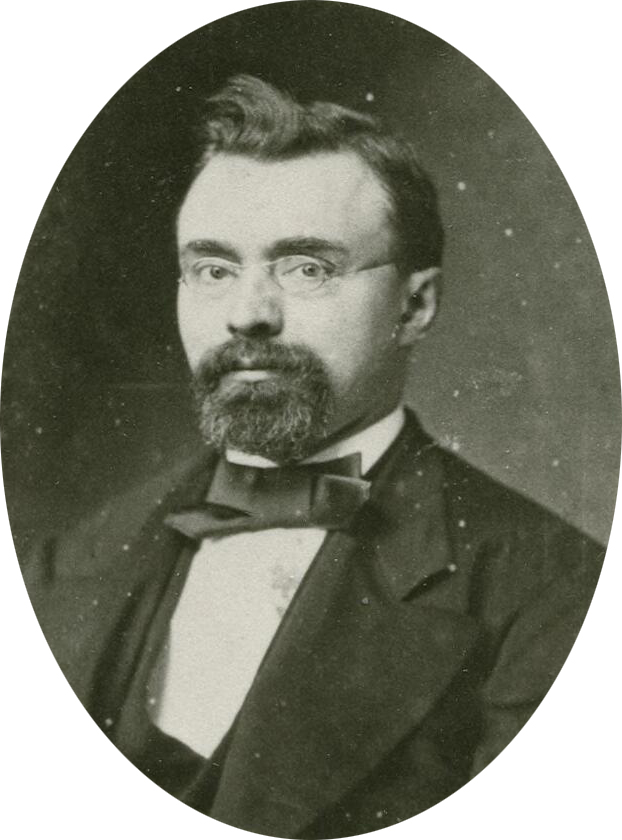
Popko Noordhoff
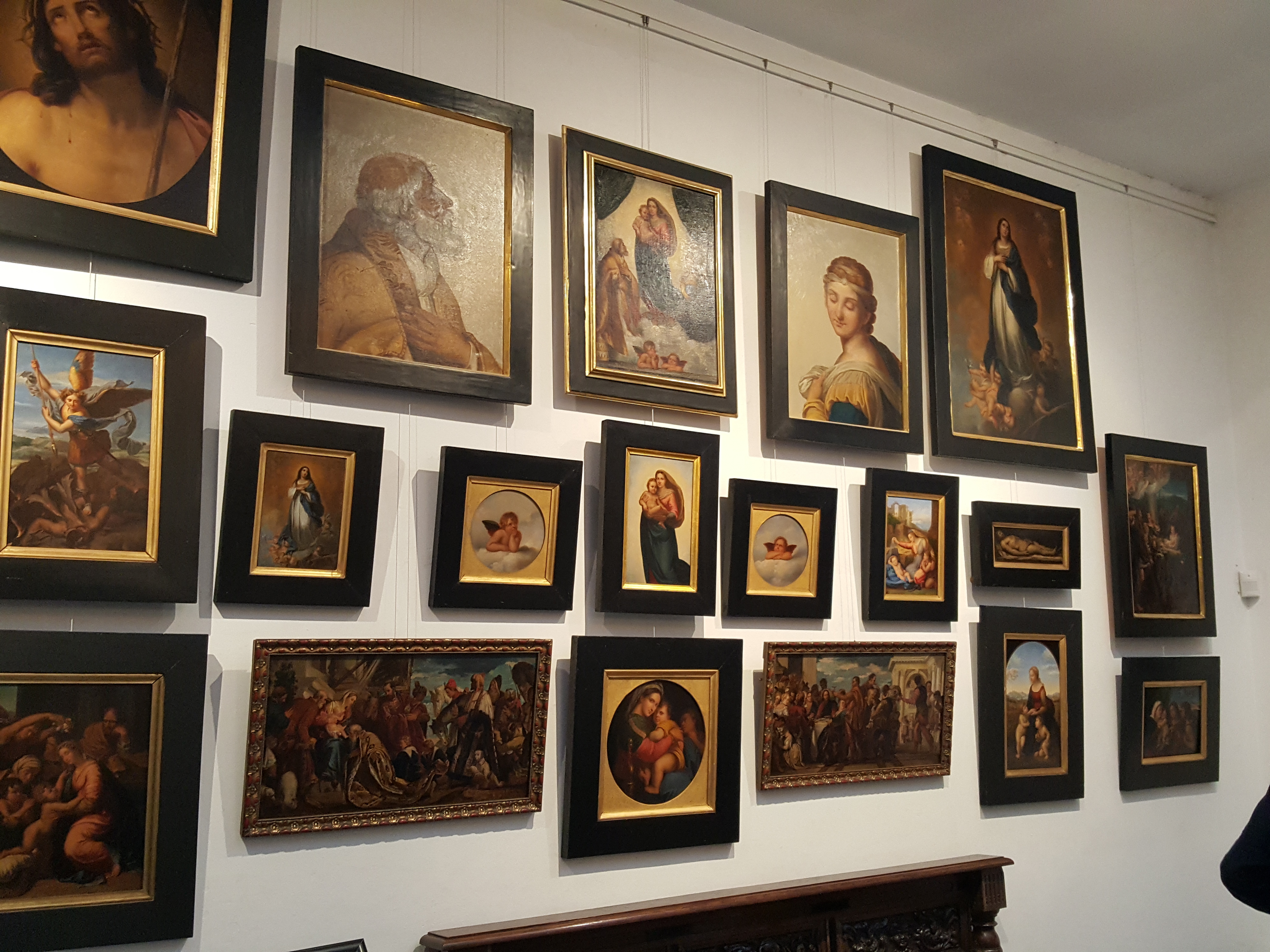
Kopieën door Paul Tétar van Elven
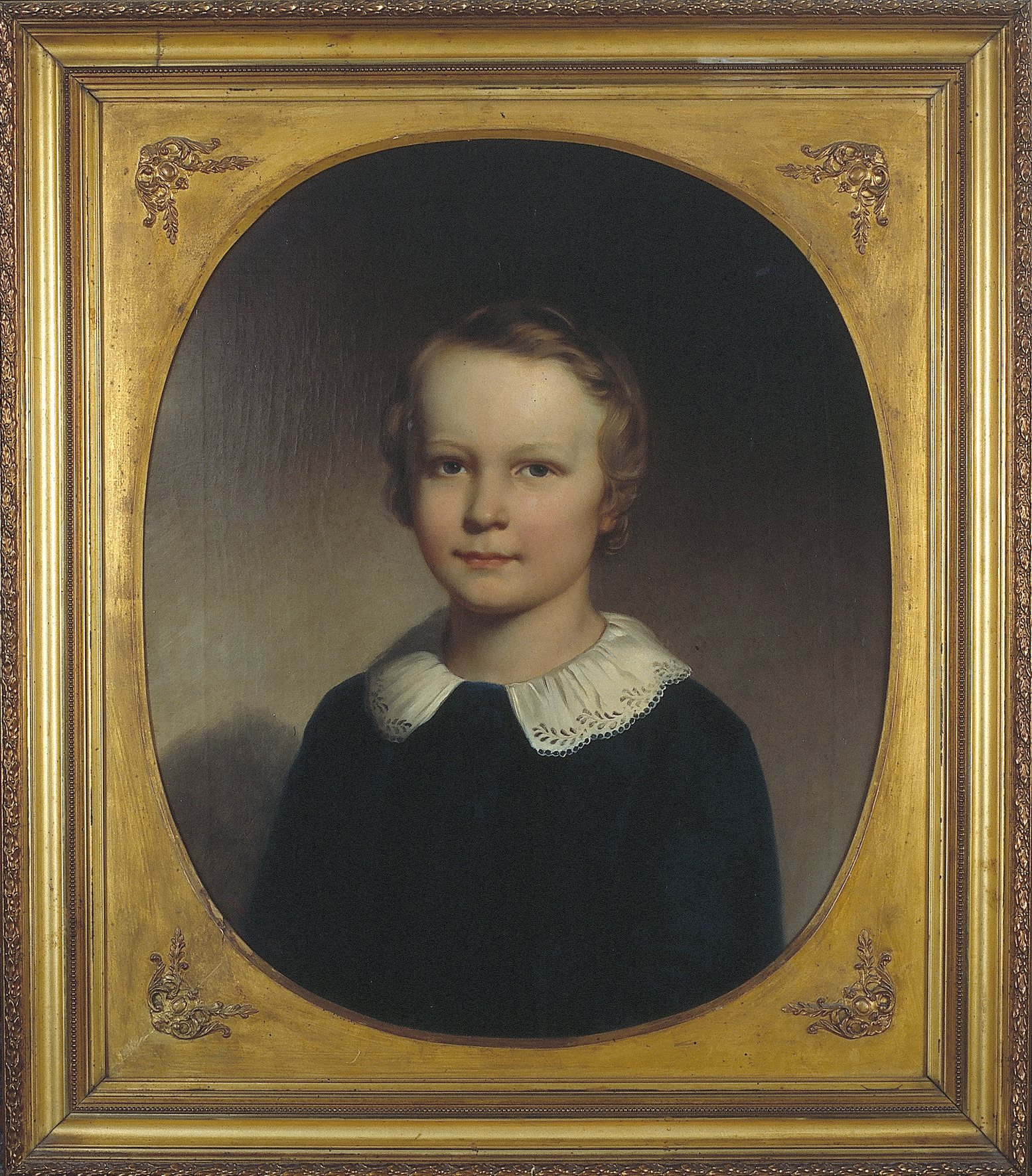
Portret van Leonardus Martinus Snellen van Vollenhoven, door Paul Tétar van Elven
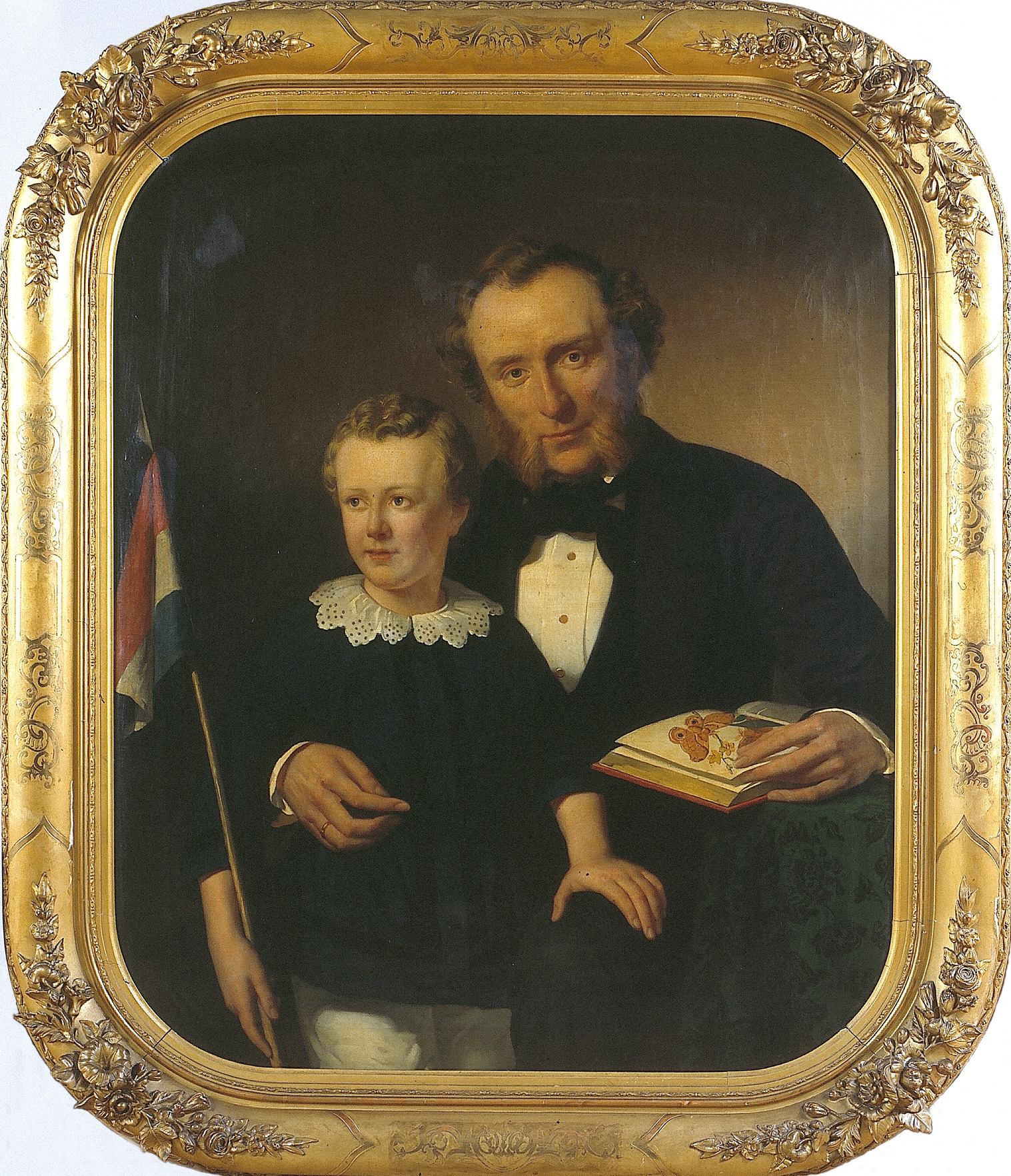
Portret van Samuel Constant Snellen van Vollenhoven en zijn zoon Joan Samuel, door Paul Tétar van Elven

## Publicaties
- Delftse helden. [Jan van der Mast.] Delft, 2023.
- De familie van Paul Tétar van Elven. In: Delf, voorjaar 2023. [Peter Willems.] Delft, 2023.
- An Inventive Copy or an Authentic Reproduction? The Creative Freedom of the Painter Paul Tétar van Elven in his Copies of Raphael's Sistine Madonna. [Jessie Fransen.] 2022.
- Boussu inside out. A multifaceted organological study of the life, instruments and methods of violin maker Benoit Joseph Boussu (1703-1773). [Geerten Verberkmoes.] Gent, 2020.
- Wat een drukte op de Delftsche straten! Studentenmaskerades 1857-1913. [Alexandra Oostdijk, Marjan Reinders, Lidy Thijsse, Bas van der Wulp.] Delft, 2018.
- Vooruit met veel verleden. Geschiedenis van Delft vanaf 1795. [Ingrid van der Vlis.] Zwolle, 2016.
- Prins Frederik der Nederlanden 1797-1881. Gentleman naast de troon. [Anton van de Sande.] Nijmegen, 2015.
- Willem II. De koning en de kunst. [redactie: Sander Paarlberg en Henk Slechte.] Dordrecht, 2014.
- Geschenken voor Willem III. Kunstenaars eren de koning. [Josephina de Fouw.] Delft, 2014.
- 125 jaar Belgisch Park. De ontwikkeling van NIEUW SCHEVENINGEN wonen tussen bad en stad. [Paul Crefcoeur en Jan van Pesch.] Zaltbommel, 2009.
- Huismusea in Nederland. Kasteel-Museum Sypesteyn en het ontstaan van verzamelaarshuizen in Nederland (ca. 1870-1930). [C.G. Bogaard en M. van Vlierden.] Zwolle, 2007.
- Tachtig jaar thuis in Museum Paul Tetar van Elven. In: Jaarboek Delfia Batavorum 17-2007. [Lidy Thijsse.] Delft, 2007.
- Dromen van Holland. Buitenlandse kunstenaars schilderen Holland 1800-1914. [Hans Kraan en Ingrid Brons.] Zwolle, 2002.
- Leven in toen. Vier eeuwen Nederlands interieur in beeld. [onder redactie van Frans van Burkom e.a.] Zwolle, 2001.
- Het huis van de kunstenaar. Herinneringen aan een leven. [Ella Reitsma.] Amsterdam, 2001.
- Delftse Art Nouveau. Onderwijs en ontwerp van Adolf le Compte, Karel Sluyterman en Bram Gips. [Jos Hilkhuijsen.] Zwolle, 2001.
- Hollandse Romantiek. Schilders van het dagelijkse leven in de 19e eeuw. [Josephine Woldring en Willem Laanstra.] Alkmaar, 2001.
- "Het karakter onzer Hollandsche school." De Koninklijke Akademie van Beeldende Kunsten te Amsterdam, 1817-1870. [J.A.H. Reynaerts.] Amsterdam, 2000.
- De kunstschilder Paul Tetar van Elven en zijn naaste familie. In: De Nederlandsche Leeuw januari-maart 1997. [L.J. Noordhoff.] 1997.
- Rond een plafond van Gips. Abraham Frans Gips (1861-1943), een ontwerper in Delft rond de eeuwwisseling. In: Antiek 10, mei 1996 [Lidy Thijsse.] 1996.
- 'Steelt armen, beenen, lijven, handen, voeten.' De virtuele werkelijkheid van de kopiist. In: Vitrine 4/1995. [Friggo Visser.] 1995.
- Zoek goed gezelschap...ga naar de oude meesters! Kopiëren van schilderijen in de negentiende eeuw. In: Antiek juni/juli 1992. [Yolanda Ezendam en Marjan Reinders.] 1992.
- Jan Toorop. Een kennismaking. [Victorine Hefting.] Amsterdam, 1989.
- Kleinood aan een Delftse gracht. Museum Paul Tétar van Elven. [Samengest. door Paul Hoftijzer, Jacobien Ressing en Lilian Schuit]. Delft, 1985. ISBN 90-211-3509-4
- Genealogische en historische encyclopedie van Delft. [Genealogische Vereniging Prometheus, C.D. Goudappel e.a.] Delft, 1984.
- Lexicon Nederlandse beeldende kunstenaars, 1750-1880. [P. Scheen.] Den Haag, 1981.
- Dictionary of Belgian painters born between 1750 & 1875. [P. & V. Berko.] Brussel, 1981.
- Nieuw Nederlands biografisch woordenboek. Vijfde deel. [Onder redactie van P.C. Molhuysen, P.J. Blok en L. Knappert.] Leiden, 1921.
- De Hollandsche schilderkunst in de negentiende eeuw. [G.H. Marius.] Den Haag, 1903.
- Ter nagedachtenis van Paul Tetar van Elven. In: Delftsche Studenten Almanak. [A.L.H. Obreen.] Delft, 1897.
- Biografisch woordenboek der Noord- en Zuidnederlandse letterkunde. [J.G. Frederiks en F.Jos. van den Branden.] Amsterdam, 1888-1891.
- Biografisch woordenboek der Nederlanden. Achttiende deel. [A.J. van der Aa.] Haarlem, 1874.
- Biografisch woordenboek der Nederlanden. Vijfde deel. [A.J. van der Aa.] Haarlem, 1859.
- Het boek der Uitvindingen, Ambachten en Fabrieken. [J. Bosscha Jr.] Leiden, 1858.
- De levens en werken der Hollandsche en Vlaamsche kunstschilders, beeldhouwers, graveurs en bouwmeesters, van den vroegsten tot op onzen tijd. [Christiaan Kramm.] Amsterdam, 1857.
- Delftsche studenten-almanak voor 1855 (-1897). [J. Waltman jr.] Delft, 1855-1897.